# Liste des planètes mineures non numérotées découvertes en octobre 2017
Pour un article plus général, voir Liste des planètes mineures non numérotées découvertes en 2017.
Pour un article plus général, voir Liste des planètes mineures.
Cet article dresse la liste des planètes mineures (astéroïdes, centaures, objets transneptuniens et assimilés) non numérotées découvertes en octobre 2017 dans l'ordre de leur découverte.
Au 15 janvier 2025, 661 077 des 1 434 993 planètes mineures répertoriées par le Centre des planètes mineures ne sont pas encore numérotées, soit 46,07 %.

## Rappel concernant la désignation provisoire
La désignation provisoire indique l'ordre de découverte de ces objets. En effet, cette désignation est composée de l'année de découverte (par exemple 2017) suivie de la quinzaine (demi-mois) de découverte (p.e. A = 1-15 janvier) puis de l'ordre de découverte dans cette quinzaine. Cet ordre est indiqué par une lettre et éventuellement un chiffre comme suit : A pour la première découverte, B pour la deuxième, ..., Z pour la 25e (le I n'est pas utilisé pour éviter la confusion avec 1), A1 pour la 26e, B1 pour la 27e, etc. , Z1 pour la 50e, A2 pour la 51e, B2 pour la 52e, etc. L'ordre de la numérotation ne suit donc pas l'ordre alphanumérique. 2017 AA1 suit ainsi 2017 AZ et précède 2017 AB1.

## Liste

### Du1erau 15 octobre 2017
- 2017 TA
- 2017 TB
- 2017 TC
- 2017 TD
- 2017 TE
- 2017 TF
- 2017 TG
- 2017 TH
- 2017 TK
- 2017 TN
- 2017 TO
- 2017 TP
- 2017 TR
- 2017 TS
- 2017 TU
- 2017 TX
- 2017 TY
- 2017 TZ
- 2017 TB1
- 2017 TC1
- 2017 TD1
- 2017 TE1
- 2017 TF1
- 2017 TG1
- 2017 TH1
- 2017 TJ1
- 2017 TK1
- 2017 TL1
- 2017 TM1
- 2017 TO1
- 2017 TP1
- 2017 TQ1
- 2017 TR1
- 2017 TS1
- 2017 TT1
- 2017 TU1
- 2017 TX1
- 2017 TY1
- 2017 TA2
- 2017 TB2
- 2017 TE2
- 2017 TF2
- 2017 TG2
- 2017 TH2
- 2017 TJ2
- 2017 TK2
- 2017 TL2
- 2017 TM2
- 2017 TN2
- 2017 TO2
- 2017 TP2
- 2017 TQ2
- 2017 TS2
- 2017 TT2
- 2017 TV2
- 2017 TW2
- 2017 TX2
- 2017 TY2
- 2017 TZ2
- 2017 TB3
- 2017 TD3
- 2017 TE3
- 2017 TF3
- 2017 TG3
- 2017 TH3
- 2017 TJ3
- 2017 TN3
- 2017 TQ3
- 2017 TR3
- 2017 TS3
- 2017 TT3
- 2017 TU3
- 2017 TV3
- 2017 TW3
- 2017 TX3
- 2017 TY3
- 2017 TZ3
- 2017 TA4
- 2017 TB4
- 2017 TC4
- 2017 TD4
- 2017 TE4
- 2017 TF4
- 2017 TG4
- 2017 TH4
- 2017 TJ4
- 2017 TK4
- 2017 TL4
- 2017 TM4
- 2017 TN4
- 2017 TO4
- 2017 TP4
- 2017 TQ4
- 2017 TR4
- 2017 TS4
- 2017 TT4
- 2017 TU4
- 2017 TW4
- 2017 TX4
- 2017 TY4
- 2017 TZ4
- 2017 TA5
- 2017 TB5
- 2017 TC5
- 2017 TD5
- 2017 TE5
- 2017 TF5
- 2017 TG5
- 2017 TH5
- 2017 TJ5
- 2017 TK5
- 2017 TN5
- 2017 TO5
- 2017 TP5
- 2017 TQ5
- 2017 TR5
- 2017 TS5
- 2017 TT5
- 2017 TU5
- 2017 TV5
- 2017 TW5
- 2017 TX5
- 2017 TY5
- 2017 TZ5
- 2017 TA6
- 2017 TC6
- 2017 TD6
- 2017 TE6
- 2017 TF6
- 2017 TG6
- 2017 TH6
- 2017 TJ6
- 2017 TK6
- 2017 TL6
- 2017 TM6
- 2017 TN6
- 2017 TO6
- 2017 TP6
- 2017 TQ6
- 2017 TS6
- 2017 TT6
- 2017 TU6
- 2017 TW6
- 2017 TY6
- 2017 TH7
- 2017 TM7
- 2017 TT7
- 2017 TX7
- 2017 TY7
- 2017 TA8
- 2017 TJ8
- 2017 TM8
- 2017 TN8
- 2017 TT8
- 2017 TA9
- 2017 TK9
- 2017 TL9
- 2017 TB10
- 2017 TN10
- 2017 TQ10
- 2017 TC11
- 2017 TD11
- 2017 TN11
- 2017 TR11
- 2017 TA12
- 2017 TG12
- 2017 TH12
- 2017 TM12
- 2017 TN12
- 2017 TW12
- 2017 TZ12
- 2017 TM13
- 2017 TN13
- 2017 TO13
- 2017 TQ13
- 2017 TS13
- 2017 TT13
- 2017 TV13
- 2017 TX13
- 2017 TY13
- 2017 TE14
- 2017 TF14
- 2017 TG14
- 2017 TH14
- 2017 TJ14
- 2017 TN14
- 2017 TQ14
- 2017 TR14
- 2017 TS14
- 2017 TT14
- 2017 TU14
- 2017 TX14
- 2017 TY14
- 2017 TA15
- 2017 TB15
- 2017 TD15
- 2017 TE15
- 2017 TF15
- 2017 TH15
- 2017 TJ15
- 2017 TK15
- 2017 TM15
- 2017 TN15
- 2017 TO15
- 2017 TQ15
- 2017 TR15
- 2017 TS15
- 2017 TT15
- 2017 TU15
- 2017 TV15
- 2017 TW15
- 2017 TX15
- 2017 TY15
- 2017 TA16
- 2017 TB16
- 2017 TC16
- 2017 TD16
- 2017 TE16
- 2017 TG16
- 2017 TH16
- 2017 TJ16
- 2017 TK16
- 2017 TL16
- 2017 TM16
- 2017 TN16
- 2017 TO16
- 2017 TP16
- 2017 TQ16
- 2017 TR16
- 2017 TS16
- 2017 TT16
- 2017 TV16
- 2017 TW16
- 2017 TX16
- 2017 TY16
- 2017 TZ16
- 2017 TA17
- 2017 TB17
- 2017 TC17
- 2017 TD17
- 2017 TE17
- 2017 TG17
- 2017 TH17
- 2017 TJ17
- 2017 TK17
- 2017 TL17
- 2017 TM17
- 2017 TO17
- 2017 TP17
- 2017 TQ17
- 2017 TR17
- 2017 TS17
- 2017 TT17
- 2017 TU17
- 2017 TV17
- 2017 TW17
- 2017 TX17
- 2017 TY17
- 2017 TZ17
- 2017 TA18
- 2017 TB18
- 2017 TC18
- 2017 TD18
- 2017 TE18
- 2017 TF18
- 2017 TH18
- 2017 TJ18
- 2017 TK18
- 2017 TL18
- 2017 TM18
- 2017 TN18
- 2017 TO18
- 2017 TP18
- 2017 TQ18
- 2017 TR18
- 2017 TS18
- 2017 TT18
- 2017 TV18
- 2017 TW18
- 2017 TX18
- 2017 TY18
- 2017 TZ18
- 2017 TA19
- 2017 TB19
- 2017 TC19
- 2017 TD19
- 2017 TE19
- 2017 TF19
- 2017 TG19
- 2017 TH19
- 2017 TK19
- 2017 TM19
- 2017 TN19
- 2017 TO19
- 2017 TP19
- 2017 TQ19
- 2017 TR19
- 2017 TS19
- 2017 TT19
- 2017 TU19
- 2017 TV19
- 2017 TW19
- 2017 TX19
- 2017 TY19
- 2017 TZ19
- 2017 TA20
- 2017 TB20
- 2017 TC20
- 2017 TD20
- 2017 TE20
- 2017 TF20
- 2017 TG20
- 2017 TH20
- 2017 TJ20
- 2017 TK20
- 2017 TL20
- 2017 TM20
- 2017 TO20
- 2017 TQ20
- 2017 TR20
- 2017 TS20
- 2017 TT20
- 2017 TU20
- 2017 TV20
- 2017 TW20
- 2017 TX20
- 2017 TY20
- 2017 TA21
- 2017 TB21
- 2017 TC21
- 2017 TD21
- 2017 TF21
- 2017 TG21
- 2017 TH21
- 2017 TJ21
- 2017 TN21
- 2017 TO21
- 2017 TP21
- 2017 TQ21
- 2017 TR21
- 2017 TS21
- 2017 TT21
- 2017 TU21
- 2017 TV21
- 2017 TX21
- 2017 TY21
- 2017 TZ21
- 2017 TA22
- 2017 TB22
- 2017 TC22
- 2017 TD22
- 2017 TE22
- 2017 TF22
- 2017 TH22
- 2017 TJ22
- 2017 TK22
- 2017 TL22
- 2017 TM22
- 2017 TN22
- 2017 TO22
- 2017 TP22
- 2017 TQ22
- 2017 TR22
- 2017 TS22
- 2017 TT22
- 2017 TU22
- 2017 TV22
- 2017 TW22
- 2017 TX22
- 2017 TY22
- 2017 TZ22
- 2017 TA23
- 2017 TB23
- 2017 TD23
- 2017 TE23
- 2017 TF23
- 2017 TJ23
- 2017 TK23
- 2017 TL23
- 2017 TM23
- 2017 TN23
- 2017 TP23
- 2017 TR23
- 2017 TU23
- 2017 TW23
- 2017 TX23
- 2017 TZ23
- 2017 TA24
- 2017 TB24
- 2017 TC24
- 2017 TD24
- 2017 TE24
- 2017 TF24
- 2017 TG24
- 2017 TJ24
- 2017 TK24
- 2017 TM24
- 2017 TG25
- 2017 TN25
- 2017 TQ25
- 2017 TS25
- 2017 TU25
- 2017 TV25
- 2017 TW25
- 2017 TX25
- 2017 TY25
- 2017 TA26
- 2017 TC26
- 2017 TG26
- 2017 TK26
- 2017 TL26
- 2017 TO26
- 2017 TQ26
- 2017 TR26
- 2017 TV26
- 2017 TZ26
- 2017 TD27
- 2017 TE27
- 2017 TG27
- 2017 TH27
- 2017 TJ27
- 2017 TK27
- 2017 TQ27
- 2017 TR27
- 2017 TV27
- 2017 TX27
- 2017 TZ27
- 2017 TB28
- 2017 TC28
- 2017 TE28
- 2017 TG28
- 2017 TH28
- 2017 TJ28
- 2017 TK28
- 2017 TL28
- 2017 TM28
- 2017 TN28
- 2017 TO28
- 2017 TP28
- 2017 TQ28
- 2017 TR28
- 2017 TS28
- 2017 TT28
- 2017 TU28
- 2017 TV28
- 2017 TW28
- 2017 TX28
- 2017 TY28
- 2017 TZ28
- 2017 TA29
- 2017 TB29
- 2017 TC29
- 2017 TD29
- 2017 TF29
- 2017 TG29
- 2017 TH29
- 2017 TJ29
- 2017 TM29
- 2017 TP29
- 2017 TS29
- 2017 TT29
- 2017 TV29
- 2017 TW29
- 2017 TX29
- 2017 TY29
- 2017 TZ29
- 2017 TB30
- 2017 TC30
- 2017 TD30
- 2017 TE30
- 2017 TF30
- 2017 TG30
- 2017 TK30
- 2017 TM30
- 2017 TN30
- 2017 TQ30
- 2017 TT30
- 2017 TU30
- 2017 TV30
- 2017 TW30
- 2017 TX30
- 2017 TY30
- 2017 TZ30
- 2017 TA31
- 2017 TB31
- 2017 TC31
- 2017 TF31
- 2017 TH31
- 2017 TM31
- 2017 TN31
- 2017 TO31
- 2017 TP31
- 2017 TR31
- 2017 TS31
- 2017 TT31
- 2017 TU31
- 2017 TV31
- 2017 TW31
- 2017 TX31
- 2017 TZ31
- 2017 TA32
- 2017 TB32
- 2017 TC32
- 2017 TD32
- 2017 TE32
- 2017 TF32
- 2017 TG32
- 2017 TH32
- 2017 TJ32
- 2017 TK32
- 2017 TM32
- 2017 TN32
- 2017 TO32
- 2017 TP32
- 2017 TQ32
- 2017 TR32
- 2017 TS32
- 2017 TT32
- 2017 TU32
- 2017 TV32
- 2017 TW32
- 2017 TX32
- 2017 TY32
- 2017 TA33
- 2017 TB33
- 2017 TC33
- 2017 TD33
- 2017 TE33
- 2017 TF33
- 2017 TG33
- 2017 TH33
- 2017 TM33
- 2017 TN33
- 2017 TO33
- 2017 TP33
- 2017 TQ33
- 2017 TR33
- 2017 TS33
- 2017 TT33
- 2017 TU33
- 2017 TV33
- 2017 TW33
- 2017 TX33
- 2017 TY33
- 2017 TZ33
- 2017 TA34
- 2017 TB34
- 2017 TC34
- 2017 TD34
- 2017 TE34
- 2017 TF34
- 2017 TG34
- 2017 TH34
- 2017 TJ34
- 2017 TK34
- 2017 TL34
- 2017 TM34
- 2017 TN34
- 2017 TO34
- 2017 TP34
- 2017 TQ34
- 2017 TS34
- 2017 TT34
- 2017 TU34
- 2017 TV34
- 2017 TW34
- 2017 TX34
- 2017 TY34
- 2017 TZ34
- 2017 TB35
- 2017 TC35
- 2017 TD35
- 2017 TE35
- 2017 TF35
- 2017 TG35
- 2017 TH35
- 2017 TJ35
- 2017 TK35
- 2017 TL35
- 2017 TM35
- 2017 TN35
- 2017 TO35
- 2017 TP35
- 2017 TQ35
- 2017 TR35
- 2017 TS35
- 2017 TW35
- 2017 TX35
- 2017 TA36
- 2017 TB36
- 2017 TG36
- 2017 TH36
- 2017 TJ36
- 2017 TK36
- 2017 TL36
- 2017 TN36
- 2017 TO36
- 2017 TP36
- 2017 TR36
- 2017 TS36
- 2017 TT36
- 2017 TU36
- 2017 TX36
- 2017 TZ36
- 2017 TA37
- 2017 TB37
- 2017 TD37
- 2017 TE37
- 2017 TG37
- 2017 TH37
- 2017 TJ37
- 2017 TL37
- 2017 TM37
- 2017 TN37
- 2017 TO37
- 2017 TP37
- 2017 TR37
- 2017 TS37
- 2017 TT37
- 2017 TV37
- 2017 TX37
- 2017 TY37
- 2017 TZ37
- 2017 TA38
- 2017 TB38
- 2017 TC38
- 2017 TD38
- 2017 TE38
- 2017 TF38
- 2017 TG38
- 2017 TH38
- 2017 TJ38
- 2017 TK38
- 2017 TL38
- 2017 TM38
- 2017 TO38
- 2017 TP38
- 2017 TQ38
- 2017 TR38
- 2017 TS38
- 2017 TT38
- 2017 TU38
- 2017 TV38
- 2017 TW38
- 2017 TX38
- 2017 TY38
- 2017 TZ38
- 2017 TA39
- 2017 TB39
- 2017 TC39
- 2017 TD39
- 2017 TE39
- 2017 TF39
- 2017 TG39
- 2017 TH39
- 2017 TJ39
- 2017 TK39
- 2017 TL39
- 2017 TM39
- 2017 TN39
- 2017 TO39
- 2017 TP39
- 2017 TT39
- 2017 TU39
- 2017 TV39
- 2017 TX39
- 2017 TY39
- 2017 TZ39
- 2017 TA40
- 2017 TB40
- 2017 TC40
- 2017 TD40
- 2017 TE40
- 2017 TF40
- 2017 TG40
- 2017 TH40
- 2017 TJ40
- 2017 TK40
- 2017 TL40
- 2017 TM40
- 2017 TN40
- 2017 TO40
- 2017 TQ40
- 2017 TR40
- 2017 TS40
- 2017 TT40
- 2017 TU40
- 2017 TV40
- 2017 TW40
- 2017 TY40
- 2017 TZ40
- 2017 TA41
- 2017 TB41
- 2017 TC41
- 2017 TD41
- 2017 TE41
- 2017 TF41
- 2017 TG41
- 2017 TH41
- 2017 TK41
- 2017 TL41
- 2017 TM41
- 2017 TN41
- 2017 TO41
- 2017 TP41
- 2017 TQ41
- 2017 TR41
- 2017 TS41
- 2017 TT41
- 2017 TU41
- 2017 TV41
- 2017 TW41
- 2017 TX41
- 2017 TY41
- 2017 TZ41
- 2017 TA42
- 2017 TB42
- 2017 TC42
- 2017 TD42
- 2017 TE42
- 2017 TF42
- 2017 TG42
- 2017 TH42
- 2017 TJ42
- 2017 TK42
- 2017 TL42
- 2017 TM42
- 2017 TN42
- 2017 TO42
- 2017 TP42
- 2017 TQ42
- 2017 TR42
- 2017 TS42
- 2017 TT42
- 2017 TU42
- 2017 TV42
- 2017 TW42
- 2017 TX42
- 2017 TY42
- 2017 TZ42
- 2017 TA43
- 2017 TB43
- 2017 TC43
- 2017 TD43
- 2017 TE43
- 2017 TF43
- 2017 TG43
- 2017 TH43
- 2017 TJ43
- 2017 TK43
- 2017 TL43
- 2017 TM43
- 2017 TN43
- 2017 TO43
- 2017 TQ43
- 2017 TR43
- 2017 TS43
- 2017 TT43
- 2017 TV43
- 2017 TW43
- 2017 TX43
- 2017 TY43
- 2017 TZ43
- 2017 TA44
- 2017 TB44
- 2017 TC44
- 2017 TD44
- 2017 TE44
- 2017 TF44
- 2017 TG44
- 2017 TH44
- 2017 TJ44
- 2017 TL44
- 2017 TM44
- 2017 TN44
- 2017 TO44
- 2017 TP44
- 2017 TQ44
- 2017 TR44
- 2017 TS44
- 2017 TT44
- 2017 TU44
- 2017 TV44
- 2017 TW44
- 2017 TX44
- 2017 TY44
- 2017 TZ44
- 2017 TA45
- 2017 TC45
- 2017 TD45
- 2017 TE45
- 2017 TF45
- 2017 TJ45
- 2017 TK45
- 2017 TM45
- 2017 TN45
- 2017 TO45
- 2017 TP45
- 2017 TQ45
- 2017 TR45
- 2017 TS45
- 2017 TT45
- 2017 TV45
- 2017 TW45
- 2017 TX45
- 2017 TY45
- 2017 TZ45
- 2017 TB46
- 2017 TC46
- 2017 TD46
- 2017 TE46
- 2017 TF46
- 2017 TH46
- 2017 TJ46
- 2017 TK46
- 2017 TL46
- 2017 TM46
- 2017 TN46
- 2017 TO46
- 2017 TP46
- 2017 TQ46
- 2017 TR46
- 2017 TS46
- 2017 TT46
- 2017 TU46
- 2017 TV46
- 2017 TW46
- 2017 TX46
- 2017 TY46
- 2017 TZ46
- 2017 TA47
- 2017 TB47
- 2017 TC47
- 2017 TD47
- 2017 TE47
- 2017 TF47
- 2017 TG47
- 2017 TH47
- 2017 TK47
- 2017 TL47
- 2017 TM47
- 2017 TN47
- 2017 TO47
- 2017 TP47
- 2017 TQ47
- 2017 TR47
- 2017 TS47
- 2017 TT47
- 2017 TU47
- 2017 TV47
- 2017 TW47
- 2017 TX47
- 2017 TY47
- 2017 TZ47
- 2017 TA48
- 2017 TB48
- 2017 TC48
- 2017 TD48
- 2017 TE48
- 2017 TG48
- 2017 TH48
- 2017 TJ48
- 2017 TK48
- 2017 TL48
- 2017 TM48
- 2017 TN48
- 2017 TO48
- 2017 TP48
- 2017 TQ48
- 2017 TS48
- 2017 TT48
- 2017 TU48
- 2017 TV48
- 2017 TW48
- 2017 TX48
- 2017 TY48
- 2017 TZ48
- 2017 TA49
- 2017 TB49
- 2017 TD49
- 2017 TE49
- 2017 TF49
- 2017 TG49
- 2017 TH49
- 2017 TJ49
- 2017 TK49
- 2017 TL49
- 2017 TM49
- 2017 TN49
- 2017 TO49
- 2017 TP49
- 2017 TQ49
- 2017 TR49
- 2017 TS49
- 2017 TT49
- 2017 TV49
- 2017 TW49
- 2017 TX49
- 2017 TY49
- 2017 TZ49
- 2017 TA50
- 2017 TB50
- 2017 TC50
- 2017 TD50
- 2017 TE50
- 2017 TF50
- 2017 TH50
- 2017 TJ50
- 2017 TK50
- 2017 TL50
- 2017 TM50
- 2017 TN50
- 2017 TO50
- 2017 TP50
- 2017 TQ50
- 2017 TR50
- 2017 TS50
- 2017 TT50
- 2017 TU50
- 2017 TV50
- 2017 TW50
- 2017 TX50
- 2017 TY50
- 2017 TZ50
- 2017 TA51
- 2017 TC51
- 2017 TD51
- 2017 TE51
- 2017 TF51
- 2017 TG51
- 2017 TH51
- 2017 TJ51
- 2017 TK51
- 2017 TL51
- 2017 TM51
- 2017 TO51
- 2017 TP51
- 2017 TQ51
- 2017 TR51
- 2017 TS51
- 2017 TT51
- 2017 TU51
- 2017 TV51
- 2017 TW51
- 2017 TX51
- 2017 TY51
- 2017 TZ51
- 2017 TA52
- 2017 TB52
- 2017 TC52
- 2017 TD52
- 2017 TE52
- 2017 TF52
- 2017 TG52
- 2017 TH52
- 2017 TJ52
- 2017 TK52
- 2017 TL52
- 2017 TM52
- 2017 TN52
- 2017 TO52
- 2017 TP52
- 2017 TQ52
- 2017 TR52
- 2017 TS52
- 2017 TT52
- 2017 TU52
- 2017 TV52
- 2017 TW52
- 2017 TX52
- 2017 TY52
- 2017 TZ52
- 2017 TC53
- 2017 TD53
- 2017 TE53
- 2017 TF53
- 2017 TG53
- 2017 TH53
- 2017 TJ53
- 2017 TK53
- 2017 TL53
- 2017 TM53
- 2017 TN53
- 2017 TO53
- 2017 TP53
- 2017 TQ53
- 2017 TR53
- 2017 TS53
- 2017 TT53
- 2017 TU53
- 2017 TY53
- 2017 TZ53
- 2017 TA54
- 2017 TB54
- 2017 TC54
- 2017 TE54
- 2017 TF54
- 2017 TJ54
- 2017 TM54
- 2017 TN54
- 2017 TO54
- 2017 TP54
- 2017 TQ54
- 2017 TR54
- 2017 TS54
- 2017 TT54
- 2017 TU54
- 2017 TV54
- 2017 TW54
- 2017 TX54
- 2017 TY54
- 2017 TA55
- 2017 TB55
- 2017 TC55
- 2017 TD55
- 2017 TE55
- 2017 TF55
- 2017 TG55
- 2017 TH55
- 2017 TJ55
- 2017 TK55
- 2017 TL55
- 2017 TM55
- 2017 TN55
- 2017 TO55
- 2017 TP55
- 2017 TQ55
- 2017 TR55
- 2017 TS55
- 2017 TT55
- 2017 TU55
- 2017 TV55
- 2017 TX55
- 2017 TZ55
- 2017 TA56
- 2017 TB56
- 2017 TC56
- 2017 TD56

### Du 16 au 31 octobre 2017
- 2017 UA
- 2017 UB
- 2017 UC
- 2017 UD
- 2017 UE
- 2017 UF
- 2017 UG
- 2017 UH
- 2017 UJ
- 2017 UL
- 2017 UN
- 2017 UO
- 2017 UP
- 2017 UQ
- 2017 UR
- 2017 US
- 2017 UT
- 2017 UU
- 2017 UX
- 2017 UY
- 2017 UZ
- A/2017 U1
- 2017 UA1
- 2017 UB1
- 2017 UC1
- 2017 UD1
- 2017 UE1
- 2017 UF1
- 2017 UG1
- 2017 UH1
- 2017 UJ1
- 2017 UK1
- 2017 UL1
- 2017 UM1
- 2017 UN1
- 2017 UO1
- 2017 UP1
- 2017 UQ1
- 2017 UR1
- 2017 US1
- 2017 UT1
- 2017 UU1
- 2017 UZ1
- 2017 UA2
- 2017 UB2
- 2017 UE2
- 2017 UF2
- 2017 UH2
- 2017 UJ2
- 2017 UK2
- 2017 UL2
- 2017 UM2
- 2017 UN2
- 2017 UO2
- 2017 UP2
- 2017 UQ2
- 2017 UR2
- 2017 US2
- 2017 UT2
- 2017 UU2
- 2017 UX2
- 2017 UZ2
- 2017 UC3
- 2017 UD3
- 2017 UE3
- 2017 UF3
- 2017 UG3
- 2017 UH3
- 2017 UJ3
- 2017 UK3
- 2017 UT3
- 2017 UV3
- 2017 UY3
- 2017 UZ3
- 2017 UA4
- 2017 UB4
- 2017 UC4
- 2017 UF4
- 2017 UG4
- 2017 UH4
- 2017 UJ4
- 2017 UL4
- 2017 UP4
- 2017 UQ4
- 2017 UR4
- 2017 US4
- 2017 UT4
- 2017 UU4
- 2017 UV4
- 2017 UW4
- 2017 UX4
- 2017 UY4
- 2017 UZ4
- 2017 UA5
- 2017 UB5
- 2017 UC5
- 2017 UD5
- 2017 UE5
- 2017 UF5
- 2017 UG5
- 2017 UH5
- 2017 UJ5
- 2017 UK5
- 2017 UL5
- 2017 UM5
- 2017 UN5
- 2017 UO5
- 2017 UP5
- 2017 UQ5
- 2017 UR5
- 2017 US5
- 2017 UT5
- 2017 UU5
- 2017 UV5
- 2017 UW5
- 2017 UX5
- 2017 UZ5
- 2017 UA6
- 2017 UB6
- 2017 UC6
- 2017 UD6
- 2017 UE6
- 2017 UF6
- 2017 UG6
- 2017 UH6
- 2017 UJ6
- 2017 UK6
- 2017 UL6
- 2017 UM6
- 2017 UO6
- 2017 UP6
- 2017 UQ6
- 2017 UR6
- 2017 US6
- 2017 UT6
- 2017 UU6
- 2017 UV6
- 2017 UW6
- 2017 UX6
- 2017 UZ6
- 2017 UA7
- 2017 UD7
- 2017 UG7
- 2017 UJ7
- 2017 UK7
- 2017 UL7
- 2017 UM7
- 2017 UN7
- 2017 UO7
- 2017 UP7
- 2017 UQ7
- 2017 UR7
- 2017 US7
- 2017 UT7
- 2017 UU7
- 2017 UV7
- 2017 UW7
- 2017 UX7
- 2017 UZ7
- 2017 UA8
- 2017 UB8
- 2017 UC8
- 2017 UD8
- 2017 UE8
- 2017 UF8
- 2017 UG8
- 2017 UH8
- 2017 UJ8
- 2017 UK8
- 2017 UL8
- 2017 UT8
- 2017 UC9
- 2017 UG9
- 2017 UJ9
- 2017 UL9
- 2017 UM9
- 2017 UN9
- 2017 UO9
- 2017 UT9
- 2017 UV9
- 2017 UW9
- 2017 UE10
- 2017 UH10
- 2017 UP10
- 2017 UQ10
- 2017 UT10
- 2017 UZ10
- 2017 UB11
- 2017 UC11
- 2017 UE11
- 2017 UF11
- 2017 UN11
- 2017 UQ11
- 2017 UT11
- 2017 UY11
- 2017 UZ11
- 2017 UB12
- 2017 UK12
- 2017 UN12
- 2017 UP12
- 2017 UQ12
- 2017 UR12
- 2017 UW12
- 2017 UA13
- 2017 UD13
- 2017 UF13
- 2017 UX13
- 2017 UA14
- 2017 UB14
- 2017 UF14
- 2017 UK14
- 2017 UM14
- 2017 UN14
- 2017 UO14
- 2017 UR14
- 2017 UX14
- 2017 UY15
- 2017 UA16
- 2017 UD16
- 2017 UH16
- 2017 UJ16
- 2017 UL16
- 2017 UO16
- 2017 UR16
- 2017 UW16
- 2017 UX16
- 2017 UY16
- 2017 UG17
- 2017 UH17
- 2017 UK17
- 2017 UQ17
- 2017 UU17
- 2017 UX17
- 2017 UZ17
- 2017 UA18
- 2017 UD18
- 2017 UH18
- 2017 UM18
- 2017 UN18
- 2017 UP18
- 2017 UV18
- 2017 UY18
- 2017 UA19
- 2017 UO19
- 2017 UV19
- 2017 UW19
- 2017 UH20
- 2017 UM20
- 2017 UO20
- 2017 UQ20
- 2017 UT20
- 2017 UU20
- 2017 UZ20
- 2017 UC21
- 2017 UV21
- 2017 UA22
- 2017 UD22
- 2017 UE22
- 2017 UG22
- 2017 UJ22
- 2017 UL22
- 2017 UM22
- 2017 UP22
- 2017 UV22
- 2017 UX22
- 2017 UG23
- 2017 UH23
- 2017 UM23
- 2017 UQ23
- 2017 UW23
- 2017 UZ23
- 2017 UA24
- 2017 UC24
- 2017 UD24
- 2017 UG24
- 2017 UJ24
- 2017 UO24
- 2017 UW24
- 2017 UY24
- 2017 UC25
- 2017 UD25
- 2017 UF25
- 2017 UH25
- 2017 UJ25
- 2017 UN25
- 2017 US25
- 2017 UV25
- 2017 UW25
- 2017 UX25
- 2017 UZ25
- 2017 UA26
- 2017 UB26
- 2017 UF26
- 2017 UM26
- 2017 UN26
- 2017 UO26
- 2017 US26
- 2017 UX26
- 2017 UD27
- 2017 UE27
- 2017 UH27
- 2017 UJ27
- 2017 UK27
- 2017 UO27
- 2017 UQ27
- 2017 UR27
- 2017 UU27
- 2017 UW27
- 2017 UX27
- 2017 UZ27
- 2017 UB28
- 2017 UJ28
- 2017 UK28
- 2017 UN28
- 2017 UX28
- 2017 UK29
- 2017 UT29
- 2017 UV29
- 2017 UY29
- 2017 UA30
- 2017 UC30
- 2017 UO30
- 2017 UP30
- 2017 US30
- 2017 UT30
- 2017 UZ30
- 2017 UC31
- 2017 UL31
- 2017 UN31
- 2017 UQ31
- 2017 UL32
- 2017 UO32
- 2017 UR32
- 2017 US32
- 2017 UV32
- 2017 UZ32
- 2017 UA33
- 2017 UC33
- 2017 UD33
- 2017 UG33
- 2017 UQ33
- 2017 UT33
- 2017 UW33
- 2017 UX33
- 2017 UZ33
- 2017 UM34
- 2017 UU34
- 2017 UW34
- 2017 UB35
- 2017 UD35
- 2017 UF35
- 2017 UJ35
- 2017 UP35
- 2017 UT35
- 2017 UU35
- 2017 UB36
- 2017 UF36
- 2017 UG36
- 2017 UJ36
- 2017 UR36
- 2017 UU36
- 2017 UZ36
- 2017 UB37
- 2017 UC37
- 2017 UF37
- 2017 UH37
- 2017 UL37
- 2017 UC38
- 2017 UM38
- 2017 UW38
- 2017 UX38
- 2017 UZ38
- 2017 UB39
- 2017 UH39
- 2017 UR39
- 2017 UV39
- 2017 UY39
- 2017 UZ39
- 2017 UA40
- 2017 UB40
- 2017 UJ40
- 2017 UN40
- 2017 UO40
- 2017 US40
- 2017 UU40
- 2017 UZ40
- 2017 UB41
- 2017 UC41
- 2017 UD41
- 2017 UF41
- 2017 UH41
- 2017 UP41
- 2017 UR41
- 2017 UT41
- 2017 UW41
- 2017 UY41
- 2017 UD42
- 2017 UE42
- 2017 UJ42
- 2017 UL42
- 2017 UN42
- 2017 UO42
- 2017 UP42
- 2017 US42
- 2017 UV42
- 2017 UW42
- 2017 UX42
- 2017 UZ42
- 2017 UA43
- 2017 UB43
- 2017 UC43
- 2017 UD43
- 2017 UE43
- 2017 UF43
- 2017 UG43
- 2017 UH43
- 2017 UJ43
- 2017 UK43
- 2017 UL43
- 2017 UM43
- 2017 UN43
- 2017 UO43
- 2017 UP43
- 2017 UQ43
- 2017 UT43
- 2017 UU43
- 2017 UY43
- 2017 UA44
- 2017 UB44
- 2017 UC44
- 2017 UD44
- 2017 UE44
- 2017 UH44
- 2017 UJ44
- 2017 UK44
- 2017 UL44
- 2017 UM44
- 2017 UN44
- 2017 UO44
- 2017 UP44
- 2017 US44
- 2017 UT44
- 2017 UX44
- 2017 UY44
- 2017 UZ44
- 2017 UA45
- 2017 UC45
- 2017 UD45
- 2017 UE45
- 2017 UG45
- 2017 UH45
- 2017 UP45
- 2017 UY45
- 2017 UE46
- 2017 UF46
- 2017 UH46
- 2017 UM46
- 2017 UQ46
- 2017 UV46
- 2017 UX46
- 2017 UH47
- 2017 UK47
- 2017 UL47
- 2017 UM47
- 2017 UP47
- 2017 UQ47
- 2017 UR47
- 2017 UU47
- 2017 UX47
- 2017 UA48
- 2017 UB48
- 2017 UE48
- 2017 UF48
- 2017 UM48
- 2017 UR48
- 2017 UT48
- 2017 UU48
- 2017 UV48
- 2017 UA49
- 2017 UB49
- 2017 UG49
- 2017 UH49
- 2017 UK49
- 2017 UM49
- 2017 UO49
- 2017 UP49
- 2017 US49
- 2017 UV49
- 2017 UX49
- 2017 UA50
- 2017 UC50
- 2017 UE50
- 2017 UJ50
- 2017 UK50
- 2017 UL50
- 2017 UM50
- 2017 UN50
- 2017 UO50
- 2017 UP50
- 2017 US50
- 2017 UU50
- 2017 UC51
- 2017 UD51
- 2017 UG51
- 2017 UH51
- 2017 UM51
- 2017 UN51
- 2017 UO51
- 2017 UP51
- 2017 UQ51
- 2017 UR51
- 2017 US51
- 2017 UT51
- 2017 UU51
- 2017 UV51
- 2017 UW51
- 2017 UX51
- 2017 UY51
- 2017 UZ51
- 2017 UA52
- 2017 UB52
- 2017 UC52
- 2017 UD52
- 2017 UE52
- 2017 UF52
- 2017 UG52
- 2017 UH52
- 2017 UK52
- 2017 UL52
- 2017 UM52
- 2017 UP52
- 2017 UR52
- 2017 UU52
- 2017 UY52
- 2017 UZ52
- 2017 UA53
- 2017 UB53
- 2017 UC53
- 2017 UF53
- 2017 UG53
- 2017 UJ53
- 2017 UK53
- 2017 UL53
- 2017 UM53
- 2017 UO53
- 2017 UP53
- 2017 US53
- 2017 UT53
- 2017 UU53
- 2017 UX53
- 2017 UY53
- 2017 UZ53
- 2017 UA54
- 2017 UB54
- 2017 UD54
- 2017 UE54
- 2017 UG54
- 2017 UH54
- 2017 UK54
- 2017 UM54
- 2017 UN54
- 2017 UO54
- 2017 UR54
- 2017 US54
- 2017 UV54
- 2017 UW54
- 2017 UZ54
- 2017 UB55
- 2017 UF55
- 2017 UG55
- 2017 UK55
- 2017 UL55
- 2017 UM55
- 2017 UN55
- 2017 UO55
- 2017 UP55
- 2017 UQ55
- 2017 UR55
- 2017 US55
- 2017 UT55
- 2017 UU55
- 2017 UV55
- 2017 UW55
- 2017 UY55
- 2017 UA56
- 2017 UB56
- 2017 UE56
- 2017 UF56
- 2017 UG56
- 2017 UH56
- 2017 UJ56
- 2017 UK56
- 2017 UL56
- 2017 UM56
- 2017 UO56
- 2017 UP56
- 2017 UQ56
- 2017 UR56
- 2017 UT56
- 2017 UU56
- 2017 UV56
- 2017 UW56
- 2017 UY56
- 2017 UZ56
- 2017 UA57
- 2017 UD57
- 2017 UE57
- 2017 UG57
- 2017 UH57
- 2017 UJ57
- 2017 UL57
- 2017 UM57
- 2017 UN57
- 2017 UO57
- 2017 UQ57
- 2017 UR57
- 2017 US57
- 2017 UT57
- 2017 UU57
- 2017 UV57
- 2017 UW57
- 2017 UX57
- 2017 UY57
- 2017 UZ57
- 2017 UA58
- 2017 UB58
- 2017 UC58
- 2017 UD58
- 2017 UE58
- 2017 UF58
- 2017 UG58
- 2017 UH58
- 2017 UL58
- 2017 UM58
- 2017 UN58
- 2017 UO58
- 2017 UP58
- 2017 UQ58
- 2017 UR58
- 2017 US58
- 2017 UT58
- 2017 UU58
- 2017 UV58
- 2017 UW58
- 2017 UX58
- 2017 UY58
- 2017 UZ58
- 2017 UA59
- 2017 UB59
- 2017 UC59
- 2017 UD59
- 2017 UE59
- 2017 UF59
- 2017 UG59
- 2017 UH59
- 2017 UJ59
- 2017 UL59
- 2017 UM59
- 2017 UO59
- 2017 UP59
- 2017 UQ59
- 2017 UR59
- 2017 US59
- 2017 UU59
- 2017 UV59
- 2017 UY59
- 2017 UZ59
- 2017 UA60
- 2017 UB60
- 2017 UC60
- 2017 UD60
- 2017 UE60
- 2017 UF60
- 2017 UH60
- 2017 UJ60
- 2017 UK60
- 2017 UL60
- 2017 UM60
- 2017 UN60
- 2017 UO60
- 2017 UP60
- 2017 UQ60
- 2017 UR60
- 2017 US60
- 2017 UT60
- 2017 UU60
- 2017 UV60
- 2017 UW60
- 2017 UX60
- 2017 UY60
- 2017 UZ60
- 2017 UA61
- 2017 UB61
- 2017 UC61
- 2017 UD61
- 2017 UE61
- 2017 UF61
- 2017 UG61
- 2017 UH61
- 2017 UJ61
- 2017 UL61
- 2017 UM61
- 2017 UN61
- 2017 UO61
- 2017 UP61
- 2017 UQ61
- 2017 UR61
- 2017 US61
- 2017 UT61
- 2017 UU61
- 2017 UV61
- 2017 UX61
- 2017 UY61
- 2017 UZ61
- 2017 UA62
- 2017 UB62
- 2017 UC62
- 2017 UE62
- 2017 UF62
- 2017 UG62
- 2017 UH62
- 2017 UJ62
- 2017 UK62
- 2017 UL62
- 2017 UM62
- 2017 UN62
- 2017 UO62
- 2017 UP62
- 2017 UQ62
- 2017 UR62
- 2017 US62
- 2017 UU62
- 2017 UV62
- 2017 UW62
- 2017 UX62
- 2017 UY62
- 2017 UZ62
- 2017 UA63
- 2017 UB63
- 2017 UD63
- 2017 UE63
- 2017 UG63
- 2017 UH63
- 2017 UJ63
- 2017 UM63
- 2017 UN63
- 2017 UO63
- 2017 UP63
- 2017 UQ63
- 2017 UR63
- 2017 US63
- 2017 UT63
- 2017 UV63
- 2017 UW63
- 2017 UY63
- 2017 UB64
- 2017 UC64
- 2017 UD64
- 2017 UE64
- 2017 UF64
- 2017 UG64
- 2017 UH64
- 2017 UJ64
- 2017 UK64
- 2017 UL64
- 2017 UM64
- 2017 UN64
- 2017 UO64
- 2017 UP64
- 2017 UQ64
- 2017 UR64
- 2017 US64
- 2017 UT64
- 2017 UU64
- 2017 UV64
- 2017 UW64
- 2017 UX64
- 2017 UY64
- 2017 UZ64
- 2017 UA65
- 2017 UB65
- 2017 UC65
- 2017 UD65
- 2017 UE65
- 2017 UF65
- 2017 UG65
- 2017 UH65
- 2017 UP65
- 2017 UQ65
- 2017 UR65
- 2017 US65
- 2017 UU65
- 2017 UV65
- 2017 UW65
- 2017 UX65
- 2017 UY65
- 2017 UZ65
- 2017 UA66
- 2017 UB66
- 2017 UC66
- 2017 UF66
- 2017 UG66
- 2017 UJ66
- 2017 UK66
- 2017 UL66
- 2017 UM66
- 2017 UN66
- 2017 UO66
- 2017 UP66
- 2017 UQ66
- 2017 UR66
- 2017 UT66
- 2017 UW66
- 2017 UX66
- 2017 UY66
- 2017 UZ66
- 2017 UB67
- 2017 UC67
- 2017 UD67
- 2017 UE67
- 2017 UF67
- 2017 UG67
- 2017 UH67
- 2017 UJ67
- 2017 UK67
- 2017 UL67
- 2017 UM67
- 2017 UN67
- 2017 UO67
- 2017 UP67
- 2017 US67
- 2017 UT67
- 2017 UU67
- 2017 UV67
- 2017 UW67
- 2017 UX67
- 2017 UY67
- 2017 UZ67
- 2017 UA68
- 2017 UB68
- 2017 UC68
- 2017 UD68
- 2017 UE68
- 2017 UF68
- 2017 UG68
- 2017 UH68
- 2017 UJ68
- 2017 UK68
- 2017 UL68
- 2017 UM68
- 2017 UN68
- 2017 UO68
- 2017 UQ68
- 2017 UR68
- 2017 US68
- 2017 UT68
- 2017 UU68
- 2017 UV68
- 2017 UX68
- 2017 UY68
- 2017 UZ68
- 2017 UA69
- 2017 UB69
- 2017 UC69
- 2017 UD69
- 2017 UE69
- 2017 UF69
- 2017 UH69
- 2017 UJ69
- 2017 UL69
- 2017 UM69
- 2017 UN69
- 2017 UP69
- 2017 UQ69
- 2017 UR69
- 2017 UT69
- 2017 UU69
- 2017 UV69
- 2017 UW69
- 2017 UX69
- 2017 UY69
- 2017 UZ69
- 2017 UA70
- 2017 UB70
- 2017 UC70
- 2017 UD70
- 2017 UE70
- 2017 UF70
- 2017 UG70
- 2017 UH70
- 2017 UJ70
- 2017 UK70
- 2017 UL70
- 2017 UM70
- 2017 UN70
- 2017 UP70
- 2017 UQ70
- 2017 UR70
- 2017 US70
- 2017 UU70
- 2017 UV70
- 2017 UW70
- 2017 UX70
- 2017 UY70
- 2017 UZ70
- 2017 UA71
- 2017 UB71
- 2017 UC71
- 2017 UD71
- 2017 UE71
- 2017 UF71
- 2017 UG71
- 2017 UH71
- 2017 UJ71
- 2017 UK71
- 2017 UL71
- 2017 UM71
- 2017 UN71
- 2017 UO71
- 2017 UP71
- 2017 UQ71
- 2017 UR71
- 2017 US71
- 2017 UU71
- 2017 UV71
- 2017 UW71
- 2017 UY71
- 2017 UZ71
- 2017 UA72
- 2017 UB72
- 2017 UC72
- 2017 UD72
- 2017 UE72
- 2017 UF72
- 2017 UG72
- 2017 UH72
- 2017 UJ72
- 2017 UK72
- 2017 UL72
- 2017 UM72
- 2017 UO72
- 2017 UP72
- 2017 UQ72
- 2017 UR72
- 2017 US72
- 2017 UU72
- 2017 UV72
- 2017 UW72
- 2017 UX72
- 2017 UY72
- 2017 UZ72
- 2017 UA73
- 2017 UB73
- 2017 UC73
- 2017 UD73
- 2017 UE73
- 2017 UF73
- 2017 UG73
- 2017 UH73
- 2017 UJ73
- 2017 UK73
- 2017 UL73
- 2017 UM73
- 2017 UN73
- 2017 UO73
- 2017 UP73
- 2017 UQ73
- 2017 UR73
- 2017 US73
- 2017 UT73
- 2017 UU73
- 2017 UV73
- 2017 UW73
- 2017 UX73
- 2017 UY73
- 2017 UZ73
- 2017 UA74
- 2017 UB74
- 2017 UD74
- 2017 UE74
- 2017 UF74
- 2017 UH74
- 2017 UJ74
- 2017 UK74
- 2017 UL74
- 2017 UM74
- 2017 UN74
- 2017 UO74
- 2017 UP74
- 2017 UQ74
- 2017 UR74
- 2017 US74
- 2017 UT74
- 2017 UU74
- 2017 UV74
- 2017 UX74
- 2017 UZ74
- 2017 UB75
- 2017 UC75
- 2017 UD75
- 2017 UE75
- 2017 UF75
- 2017 UG75
- 2017 UH75
- 2017 UJ75
- 2017 UK75
- 2017 UL75
- 2017 UM75
- 2017 UN75
- 2017 UQ75
- 2017 UR75
- 2017 UU75
- 2017 UV75
- 2017 UW75
- 2017 UX75
- 2017 UY75
- 2017 UZ75
- 2017 UA76
- 2017 UB76
- 2017 UC76
- 2017 UD76
- 2017 UE76
- 2017 UF76
- 2017 UG76
- 2017 UH76
- 2017 UJ76
- 2017 UK76
- 2017 UL76
- 2017 UM76
- 2017 UN76
- 2017 UO76
- 2017 UP76
- 2017 UQ76
- 2017 UR76
- 2017 US76
- 2017 UT76
- 2017 UU76
- 2017 UV76
- 2017 UW76
- 2017 UX76
- 2017 UY76
- 2017 UZ76
- 2017 UA77
- 2017 UB77
- 2017 UC77
- 2017 UD77
- 2017 UE77
- 2017 UG77
- 2017 UH77
- 2017 UJ77
- 2017 UK77
- 2017 UL77
- 2017 UM77
- 2017 UN77
- 2017 UO77
- 2017 UQ77
- 2017 UR77
- 2017 US77
- 2017 UT77
- 2017 UU77
- 2017 UV77
- 2017 UW77
- 2017 UX77
- 2017 UY77
- 2017 UZ77
- 2017 UA78
- 2017 UB78
- 2017 UC78
- 2017 UD78
- 2017 UE78
- 2017 UG78
- 2017 UH78
- 2017 UJ78
- 2017 UK78
- 2017 UL78
- 2017 UM78
- 2017 UO78
- 2017 UP78
- 2017 US78
- 2017 UU78
- 2017 UV78
- 2017 UW78
- 2017 UX78
- 2017 UY78
- 2017 UZ78
- 2017 UB79
- 2017 UC79
- 2017 UD79
- 2017 UE79
- 2017 UF79
- 2017 UH79
- 2017 UJ79
- 2017 UK79
- 2017 UL79
- 2017 UM79
- 2017 UN79
- 2017 UO79
- 2017 UP79
- 2017 UQ79
- 2017 UR79
- 2017 US79
- 2017 UT79
- 2017 UU79
- 2017 UW79
- 2017 UX79
- 2017 UY79
- 2017 UZ79
- 2017 UA80
- 2017 UB80
- 2017 UC80
- 2017 UD80
- 2017 UE80
- 2017 UF80
- 2017 UG80
- 2017 UH80
- 2017 UJ80
- 2017 UK80
- 2017 UL80
- 2017 UM80
- 2017 UN80
- 2017 UO80
- 2017 UP80
- 2017 UQ80
- 2017 UR80
- 2017 US80
- 2017 UT80
- 2017 UU80
- 2017 UV80
- 2017 UW80
- 2017 UX80
- 2017 UY80
- 2017 UZ80
- 2017 UA81
- 2017 UB81
- 2017 UC81
- 2017 UD81
- 2017 UE81
- 2017 UF81
- 2017 UG81
- 2017 UH81
- 2017 UJ81
- 2017 UK81
- 2017 UL81
- 2017 UM81
- 2017 UN81
- 2017 UO81
- 2017 UP81
- 2017 UQ81
- 2017 UR81
- 2017 US81
- 2017 UT81
- 2017 UU81
- 2017 UV81
- 2017 UW81
- 2017 UX81
- 2017 UY81
- 2017 UZ81
- 2017 UA82
- 2017 UB82
- 2017 UD82
- 2017 UE82
- 2017 UF82
- 2017 UG82
- 2017 UH82
- 2017 UJ82
- 2017 UK82
- 2017 UL82
- 2017 UN82
- 2017 UO82
- 2017 UP82
- 2017 UQ82
- 2017 UR82
- 2017 US82
- 2017 UT82
- 2017 UU82
- 2017 UV82
- 2017 UW82
- 2017 UX82
- 2017 UY82
- 2017 UA83
- 2017 UB83
- 2017 UC83
- 2017 UD83
- 2017 UE83
- 2017 UF83
- 2017 UG83
- 2017 UJ83
- 2017 UK83
- 2017 UM83
- 2017 UR83
- 2017 US83
- 2017 UT83
- 2017 UU83
- 2017 UV83
- 2017 UW83
- 2017 UX83
- 2017 UY83
- 2017 UZ83
- 2017 UA84
- 2017 UB84
- 2017 UC84
- 2017 UF84
- 2017 UG84
- 2017 UH84
- 2017 UJ84
- 2017 UK84
- 2017 UL84
- 2017 UM84
- 2017 UN84
- 2017 UO84
- 2017 UP84
- 2017 UQ84
- 2017 UR84
- 2017 US84
- 2017 UT84
- 2017 UU84
- 2017 UV84
- 2017 UX84
- 2017 UY84
- 2017 UZ84
- 2017 UB85
- 2017 UC85
- 2017 UD85
- 2017 UE85
- 2017 UF85
- 2017 UG85
- 2017 UH85
- 2017 UJ85
- 2017 UL85
- 2017 UM85
- 2017 UO85
- 2017 UP85
- 2017 UQ85
- 2017 UT85
- 2017 UU85
- 2017 UV85
- 2017 UX85
- 2017 UY85
- 2017 UZ85
- 2017 UA86
- 2017 UB86
- 2017 UC86
- 2017 UD86
- 2017 UF86
- 2017 UG86
- 2017 UH86
- 2017 UJ86
- 2017 UK86
- 2017 UP86
- 2017 UQ86
- 2017 US86
- 2017 UU86
- 2017 UW86
- 2017 UA87
- 2017 UD87
- 2017 UE87
- 2017 UG87
- 2017 UH87
- 2017 UJ87
- 2017 UK87
- 2017 UN87
- 2017 UO87
- 2017 UP87
- 2017 UQ87
- 2017 UR87
- 2017 US87
- 2017 UU87
- 2017 UW87
- 2017 UX87
- 2017 UZ87
- 2017 UA88
- 2017 UC88
- 2017 UD88
- 2017 UE88
- 2017 UF88
- 2017 UG88
- 2017 UH88
- 2017 UJ88
- 2017 UK88
- 2017 UN88
- 2017 UP88
- 2017 UQ88
- 2017 UR88
- 2017 US88
- 2017 UT88
- 2017 UV88
- 2017 UY88
- 2017 UZ88
- 2017 UA89
- 2017 UB89
- 2017 UC89
- 2017 UE89
- 2017 UF89
- 2017 UG89
- 2017 UH89
- 2017 UJ89
- 2017 UK89
- 2017 UL89
- 2017 UM89
- 2017 UN89
- 2017 UO89
- 2017 UP89
- 2017 UQ89
- 2017 US89
- 2017 UT89
- 2017 UW89
- 2017 UX89
- 2017 UZ89
- 2017 UA90
- 2017 UB90
- 2017 UC90
- 2017 UD90
- 2017 UE90
- 2017 UF90
- 2017 UG90
- 2017 UH90
- 2017 UJ90
- 2017 UK90
- 2017 UL90
- 2017 UM90
- 2017 UN90
- 2017 UR90
- 2017 US90
- 2017 UT90
- 2017 UU90
- 2017 UW90
- 2017 UX90
- 2017 UY90
- 2017 UZ90
- 2017 UB91
- 2017 UC91
- 2017 UE91
- 2017 UF91
- 2017 UH91
- 2017 UM91
- 2017 UP91
- 2017 UQ91
- 2017 UR91
- 2017 US91
- 2017 UT91
- 2017 UU91
- 2017 UV91
- 2017 UW91
- 2017 UX91
- 2017 UZ91
- 2017 UH92
- 2017 UJ92
- 2017 UK92
- 2017 UM92
- 2017 UT92
- 2017 UU92
- 2017 UV92
- 2017 UW92
- 2017 UT93
- 2017 UU93
- 2017 UN94
- 2017 UQ94
- 2017 UT94
- 2017 UW94
- 2017 UY94
- 2017 UD95
- 2017 UF95
- 2017 UG95
- 2017 UK95
- 2017 UN95
- 2017 UQ95
- 2017 UR95
- 2017 UY95
- 2017 UZ95
- 2017 UC96
- 2017 UE96
- 2017 UO96
- 2017 UQ96
- 2017 UV96
- 2017 UC97
- 2017 UE97
- 2017 UG97
- 2017 UJ97
- 2017 UN97
- 2017 UP97
- 2017 UT97
- 2017 UY97
- 2017 UB98
- 2017 UC98
- 2017 UF98
- 2017 UG98
- 2017 UJ98
- 2017 UK98
- 2017 UL98
- 2017 UQ98
- 2017 UX98
- 2017 UY98
- 2017 UZ98
- 2017 UA99
- 2017 UD99
- 2017 UF99
- 2017 UG99
- 2017 UH99
- 2017 UJ99
- 2017 UK99
- 2017 UL99
- 2017 UM99
- 2017 UN99
- 2017 UP99
- 2017 UQ99
- 2017 UR99
- 2017 US99
- 2017 UV99
- 2017 UW99
- 2017 UY99
- 2017 UA100
- 2017 UD100
- 2017 UJ100
- 2017 UN100
- 2017 UP100
- 2017 UQ100
- 2017 UR100
- 2017 US100
- 2017 UT100
- 2017 UV100
- 2017 UW100
- 2017 UY100
- 2017 UZ100
- 2017 UB101
- 2017 UC101
- 2017 UE101
- 2017 UG101
- 2017 UJ101
- 2017 UL101
- 2017 UR101
- 2017 US101
- 2017 UT101
- 2017 UU101
- 2017 UV101
- 2017 UW101
- 2017 UY101
- 2017 UZ101
- 2017 UA102
- 2017 UD102
- 2017 UF102
- 2017 UJ102
- 2017 UK102
- 2017 UL102
- 2017 UN102
- 2017 UO102
- 2017 UP102
- 2017 UV102
- 2017 UW102
- 2017 UC103
- 2017 UE103
- 2017 UF103
- 2017 UJ103
- 2017 UN103
- 2017 UO103
- 2017 UP103
- 2017 UQ103
- 2017 UT103
- 2017 UV103
- 2017 UW103
- 2017 UX103
- 2017 UA104
- 2017 UD104
- 2017 UK104
- 2017 UL104
- 2017 UM104
- 2017 UN104
- 2017 UR104
- 2017 UX104
- 2017 UY104
- 2017 UA105
- 2017 UB105
- 2017 UC105
- 2017 UD105
- 2017 UE105
- 2017 UG105
- 2017 UJ105
- 2017 UT105
- 2017 UW105
- 2017 UX105
- 2017 UY105
- 2017 UZ105
- 2017 UA106
- 2017 UB106
- 2017 UD106
- 2017 UE106
- 2017 UF106
- 2017 UG106
- 2017 UH106
- 2017 UM106
- 2017 UP106
- 2017 UR106
- 2017 US106
- 2017 UU106
- 2017 UV106
- 2017 UY106
- 2017 UC107
- 2017 UG107
- 2017 UJ107
- 2017 UK107
- 2017 UM107
- 2017 UN107
- 2017 UO107
- 2017 UW107
- 2017 UY107
- 2017 UZ107
- 2017 UE108
- 2017 UF108
- 2017 UK108
- 2017 UM108
- 2017 UN108
- 2017 UO108
- 2017 UR108
- 2017 UT108
- 2017 UV108
- 2017 UW108
- 2017 UX108
- 2017 UY108
- 2017 UA109
- 2017 UB109
- 2017 UC109
- 2017 UD109
- 2017 UE109
- 2017 UF109
- 2017 UG109
- 2017 UH109
- 2017 UM109
- 2017 UN109
- 2017 UO109
- 2017 UP109
- 2017 UT109
- 2017 UX109
- 2017 UA110
- 2017 UC110
- 2017 UE110
- 2017 UF110
- 2017 UG110
- 2017 UH110
- 2017 UJ110
- 2017 UK110
- 2017 UL110
- 2017 UM110
- 2017 UN110
- 2017 UO110
- 2017 UQ110
- 2017 UR110
- 2017 US110
- 2017 UT110
- 2017 UU110
- 2017 UV110
- 2017 UW110
- 2017 UZ110
- 2017 UA111
- 2017 UB111
- 2017 UC111
- 2017 UD111
- 2017 UE111
- 2017 UH111
- 2017 UK111
- 2017 UL111
- 2017 UM111
- 2017 UN111
- 2017 UO111
- 2017 UP111
- 2017 UQ111
- 2017 UR111
- 2017 US111
- 2017 UT111
- 2017 UV111
- 2017 UW111
- 2017 UX111
- 2017 UY111
- 2017 UZ111
- 2017 UA112
- 2017 UB112
- 2017 UC112
- 2017 UD112
- 2017 UE112
- 2017 UF112
- 2017 UG112
- 2017 UH112
- 2017 UJ112
- 2017 UK112
- 2017 UL112
- 2017 UM112
- 2017 UN112
- 2017 UO112
- 2017 UP112
- 2017 UQ112
- 2017 UR112
- 2017 US112
- 2017 UT112
- 2017 UU112
- 2017 UV112
- 2017 UW112
- 2017 UX112
- 2017 UY112
- 2017 UZ112
- 2017 UA113
- 2017 UB113
- 2017 UC113
- 2017 UD113
- 2017 UE113
- 2017 UF113
- 2017 UG113
- 2017 UH113
- 2017 UJ113
- 2017 UK113
- 2017 UL113
- 2017 UM113
- 2017 UN113
- 2017 UP113
- 2017 UR113
- 2017 UT113
- 2017 UV113
- 2017 UY113
- 2017 UA114
- 2017 UB114
- 2017 UD114
- 2017 UE114
- 2017 UH114
- 2017 UJ114
- 2017 UK114
- 2017 UL114
- 2017 UM114
- 2017 UN114
- 2017 UO114
- 2017 UQ114
- 2017 US114
- 2017 UT114
- 2017 UU114
- 2017 UV114
- 2017 UX114
- 2017 UY114
- 2017 UZ114
- 2017 UA115
- 2017 UB115
- 2017 UC115
- 2017 UD115
- 2017 UE115
- 2017 UF115
- 2017 UG115
- 2017 UH115
- 2017 UJ115
- 2017 UK115
- 2017 UL115
- 2017 UM115
- 2017 UN115
- 2017 UO115
- 2017 UP115
- 2017 UQ115
- 2017 UR115
- 2017 US115
- 2017 UT115
- 2017 UU115
- 2017 UV115
- 2017 UW115
- 2017 UX115
- 2017 UY115
- 2017 UZ115
- 2017 UA116
- 2017 UB116
- 2017 UC116
- 2017 UD116
- 2017 UE116
- 2017 UF116
- 2017 UG116
- 2017 UH116
- 2017 UJ116
- 2017 UK116
- 2017 UL116
- 2017 UM116
- 2017 UN116
- 2017 UO116
- 2017 UP116
- 2017 UQ116
- 2017 UR116
- 2017 US116
- 2017 UT116
- 2017 UU116
- 2017 UV116
- 2017 UW116
- 2017 UX116
- 2017 UY116
- 2017 UZ116
- 2017 UA117
- 2017 UB117
- 2017 UC117
- 2017 UD117
- 2017 UE117
- 2017 UF117
- 2017 UG117
- 2017 UH117
- 2017 UJ117
- 2017 UK117
- 2017 UL117
- 2017 UM117
- 2017 UN117
- 2017 UO117
- 2017 UP117
- 2017 UQ117
- 2017 UR117
- 2017 US117
- 2017 UT117
- 2017 UV117
- 2017 UW117
- 2017 UB118
- 2017 UD118
- 2017 UE118
- 2017 UF118
- 2017 UM118
- 2017 UN118
- 2017 UO118
- 2017 UP118
- 2017 UQ118
- 2017 UR118
- 2017 US118
- 2017 UT118
- 2017 UU118
- 2017 UV118
- 2017 UW118
- 2017 UZ118
- 2017 UA119
- 2017 UB119
- 2017 UC119
- 2017 UE119
- 2017 UF119
- 2017 UG119
- 2017 UH119
- 2017 UJ119
- 2017 UK119
- 2017 UL119
- 2017 UM119
- 2017 UN119
- 2017 UO119
- 2017 UP119
- 2017 UQ119
- 2017 UR119
- 2017 US119
- 2017 UT119
- 2017 UU119
- 2017 UW119
- 2017 UX119
- 2017 UY119
- 2017 UA120
- 2017 UB120
- 2017 UC120
- 2017 UD120
- 2017 UF120
- 2017 UG120
- 2017 UH120
- 2017 UJ120
- 2017 UK120
- 2017 UM120
- 2017 UR120
- 2017 US120
- 2017 UT120
- 2017 UU120
- 2017 UV120
- 2017 UW120
- 2017 UX120
- 2017 UZ120
- 2017 UA121
- 2017 UB121
- 2017 UC121
- 2017 UD121
- 2017 UE121
- 2017 UG121
- 2017 UJ121
- 2017 UK121
- 2017 UL121
- 2017 UM121
- 2017 UN121
- 2017 UO121
- 2017 UP121
- 2017 UQ121
- 2017 UR121
- 2017 US121
- 2017 UT121
- 2017 UU121
- 2017 UV121
- 2017 UW121
- 2017 UX121
- 2017 UY121
- 2017 UZ121
- 2017 UA122
- 2017 UB122
- 2017 UG122
- 2017 UH122
- 2017 UJ122
- 2017 UM122
- 2017 UO122
- 2017 UQ122
- 2017 UR122
- 2017 US122
- 2017 UU122
- 2017 UV122
- 2017 UW122
- 2017 UA123
- 2017 UB123
- 2017 UC123
- 2017 UD123
- 2017 UE123
- 2017 UJ123
- 2017 UK123
- 2017 UL123
- 2017 UM123
- 2017 UN123
- 2017 UO123
- 2017 UP123
- 2017 UQ123
- 2017 UT123
- 2017 UU123
- 2017 UW123
- 2017 UX123
- 2017 UY123
- 2017 UA124
- 2017 UB124
- 2017 UC124
- 2017 UD124
- 2017 UE124
- 2017 UF124
- 2017 UG124
- 2017 UH124
- 2017 UJ124
- 2017 UK124
- 2017 UL124
- 2017 UM124
- 2017 UN124
- 2017 UO124
- 2017 UP124
- 2017 UQ124
- 2017 UR124
- 2017 US124
- 2017 UT124
- 2017 UU124
- 2017 UV124
- 2017 UW124
- 2017 UX124
- 2017 UY124
- 2017 UZ124
- 2017 UA125
- 2017 UB125
- 2017 UC125
- 2017 UD125
- 2017 UE125
- 2017 UF125
- 2017 UG125
- 2017 UH125
- 2017 UJ125
- 2017 UK125
- 2017 UL125
- 2017 UM125
- 2017 UN125
- 2017 UO125
- 2017 UP125
- 2017 UQ125
- 2017 UR125
- 2017 US125
- 2017 UT125
- 2017 UU125
- 2017 UV125
- 2017 UW125
- 2017 UY125
- 2017 UZ125
- 2017 UA126
- 2017 UB126
- 2017 UC126
- 2017 UD126
- 2017 UE126
- 2017 UF126
- 2017 UG126
- 2017 UH126
- 2017 UJ126
- 2017 UK126
- 2017 UL126
- 2017 UM126
- 2017 UN126
- 2017 UO126
- 2017 UP126
- 2017 UQ126
- 2017 UR126
- 2017 US126
- 2017 UT126
- 2017 UU126
- 2017 UV126
- 2017 UW126
- 2017 UX126
- 2017 UY126
- 2017 UZ126
- 2017 UA127
- 2017 UB127
- 2017 UC127
- 2017 UD127
- 2017 UE127
- 2017 UF127
- 2017 UG127
- 2017 UJ127
- 2017 UK127
- 2017 UL127
- 2017 UM127
- 2017 UN127
- 2017 UO127
- 2017 UP127
- 2017 UQ127
- 2017 UR127
- 2017 US127
- 2017 UT127
- 2017 UU127
- 2017 UV127
- 2017 UW127
- 2017 UX127
- 2017 UY127
- 2017 UZ127
- 2017 UA128
- 2017 UB128
- 2017 UC128
- 2017 UD128
- 2017 UE128
- 2017 UF128
- 2017 UG128
- 2017 UH128
- 2017 UJ128
- 2017 UK128
- 2017 UL128
- 2017 UM128
- 2017 UN128
- 2017 UO128
- 2017 UP128
- 2017 UQ128
- 2017 UR128
- 2017 US128
- 2017 UT128
- 2017 UU128
- 2017 UV128
- 2017 UW128
- 2017 UX128
- 2017 UY128
- 2017 UZ128
- 2017 UA129
- 2017 UB129
- 2017 UC129
- 2017 UD129
- 2017 UE129
- 2017 UF129
- 2017 UG129
- 2017 UH129
- 2017 UJ129
- 2017 UK129
- 2017 UL129
- 2017 UM129
- 2017 UN129
- 2017 UO129
- 2017 UP129
- 2017 UQ129
- 2017 UR129
- 2017 US129
- 2017 UT129
- 2017 UU129
- 2017 UV129
- 2017 UW129
- 2017 UX129
- 2017 UY129
- 2017 UZ129
- 2017 UA130
- 2017 UB130
- 2017 UC130
- 2017 UD130
- 2017 UF130
- 2017 UG130
- 2017 UH130
- 2017 UJ130
- 2017 UK130
- 2017 UL130
- 2017 UM130
- 2017 UN130
- 2017 UO130
- 2017 UP130
- 2017 UQ130
- 2017 UR130
- 2017 US130
- 2017 UT130
- 2017 UV130
- 2017 UW130
- 2017 UX130
- 2017 UY130
- 2017 UZ130
- 2017 UA131
- 2017 UB131
- 2017 UC131
- 2017 UD131
- 2017 UE131
- 2017 UF131
- 2017 UG131
- 2017 UH131
- 2017 UJ131
- 2017 UK131
- 2017 UL131
- 2017 UM131
- 2017 UN131
- 2017 UO131
- 2017 UP131
- 2017 UQ131
- 2017 UR131
- 2017 US131
- 2017 UT131
- 2017 UU131
- 2017 UV131
- 2017 UW131
- 2017 UX131
- 2017 UY131
- 2017 UZ131
- 2017 UA132
- 2017 UB132
- 2017 UC132
- 2017 UD132
- 2017 UE132
- 2017 UF132
- 2017 UG132
- 2017 UH132
- 2017 UJ132
- 2017 UK132
- 2017 UN132
- 2017 UO132
- 2017 UP132
- 2017 UQ132
- 2017 UR132
- 2017 US132
- 2017 UT132
- 2017 UU132
- 2017 UV132
- 2017 UW132
- 2017 UY132
- 2017 UZ132
- 2017 UA133
- 2017 UB133
- 2017 UC133
- 2017 UD133
- 2017 UE133
- 2017 UF133
- 2017 UG133
- 2017 UH133
- 2017 UJ133
- 2017 UK133
- 2017 UL133
- 2017 UN133
- 2017 UO133
- 2017 UP133
- 2017 UQ133
- 2017 UR133
- 2017 US133
- 2017 UT133
- 2017 UU133
- 2017 UV133
- 2017 UW133
- 2017 UX133
- 2017 UY133
- 2017 UZ133
- 2017 UA134
- 2017 UB134
- 2017 UC134
- 2017 UD134
- 2017 UE134
- 2017 UF134
- 2017 UG134
- 2017 UH134
- 2017 UJ134
- 2017 UK134
- 2017 UL134
- 2017 UM134
- 2017 UN134
- 2017 UO134
- 2017 UP134
- 2017 UQ134
- 2017 UR134
- 2017 US134
- 2017 UT134
- 2017 UU134
- 2017 UV134
- 2017 UW134
- 2017 UX134
- 2017 UY134
- 2017 UZ134
- 2017 UA135
- 2017 UB135
- 2017 UC135
- 2017 UD135
- 2017 UE135
- 2017 UF135
- 2017 UG135
- 2017 UH135
- 2017 UJ135
- 2017 UK135
- 2017 UL135
- 2017 UM135
- 2017 UN135
- 2017 UO135
- 2017 UP135
- 2017 UQ135
- 2017 UR135
- 2017 US135
- 2017 UU135
- 2017 UV135
- 2017 UX135
- 2017 UB136
- 2017 UD136
- 2017 UG136
- 2017 UH136
- 2017 UJ136
- 2017 UL136
- 2017 UM136
- 2017 UO136
- 2017 UP136
- 2017 UQ136
- 2017 UR136
- 2017 US136
- 2017 UT136
- 2017 UU136
- 2017 UV136
- 2017 UW136
- 2017 UX136
- 2017 UY136
- 2017 UZ136
- 2017 UA137
- 2017 UB137
- 2017 UC137
- 2017 UD137
- 2017 UF137
- 2017 UG137
- 2017 UH137
- 2017 UJ137
- 2017 UK137
- 2017 UL137
- 2017 UM137
- 2017 UN137
- 2017 UO137
- 2017 UP137
- 2017 UQ137
- 2017 UR137
- 2017 US137
- 2017 UT137
- 2017 UU137
- 2017 UV137
- 2017 UW137
- 2017 UY137
- 2017 UA138
- 2017 UC138
- 2017 UG138
- 2017 UH138
- 2017 UK138
- 2017 UL138
- 2017 UM138
- 2017 UN138
- 2017 UO138
- 2017 UP138
- 2017 UQ138
- 2017 UR138
- 2017 US138
- 2017 UT138
- 2017 UU138
- 2017 UW138
- 2017 UY138
- 2017 UA139
- 2017 UC139
- 2017 UG139
- 2017 UH139
- 2017 UL139
- 2017 UN139
- 2017 UP139
- 2017 UW139
- 2017 UZ139
- 2017 UA140
- 2017 UB140
- 2017 UC140
- 2017 UD140
- 2017 UE140
- 2017 UF140
- 2017 UH140
- 2017 UJ140
- 2017 UK140
- 2017 UL140
- 2017 UM140
- 2017 UN140
- 2017 UO140
- 2017 UQ140
- 2017 UR140
- 2017 US140
- 2017 UU140
- 2017 UV140
- 2017 UW140
- 2017 UX140
- 2017 UY140
- 2017 UZ140
- 2017 UA141
- 2017 UB141
- 2017 UC141
- 2017 UF141
- 2017 UG141
- 2017 UH141
- 2017 UJ141
- 2017 UL141
- 2017 UM141
- 2017 UO141
- 2017 UQ141
- 2017 UR141
- 2017 US141
- 2017 UT141
- 2017 UU141
- 2017 UV141
- 2017 UW141
- 2017 UX141
- 2017 UA142
- 2017 UB142
- 2017 UE142
- 2017 UF142
- 2017 UG142
- 2017 UH142
- 2017 UJ142
- 2017 UK142
- 2017 UL142
- 2017 UM142
- 2017 UN142
- 2017 UO142
- 2017 UP142
- 2017 UQ142
- 2017 UR142
- 2017 UT142
- 2017 UU142
- 2017 UV142
- 2017 UX142
- 2017 UY142
- 2017 UZ142
- 2017 UA143
- 2017 UC143
- 2017 UD143
- 2017 UE143
- 2017 UG143
- 2017 UH143
- 2017 UJ143
- 2017 UK143
- 2017 UM143
- 2017 UO143
- 2017 UP143
- 2017 UQ143
- 2017 UR143
- 2017 US143
- 2017 UT143
- 2017 UU143
- 2017 UV143
- 2017 UW143
- 2017 UX143
- 2017 UY143
- 2017 UZ143
- 2017 UA144
- 2017 UB144
- 2017 UC144
- 2017 UD144
- 2017 UE144
- 2017 UF144
- 2017 UG144
- 2017 UH144
- 2017 UJ144
- 2017 UL144
- 2017 UM144
- 2017 UN144
- 2017 UP144
- 2017 UQ144
- 2017 UR144
- 2017 US144
- 2017 UT144
- 2017 UU144
- 2017 UV144
- 2017 UW144
- 2017 UY144
- 2017 UZ144
- 2017 UA145
- 2017 UB145
- 2017 UC145
- 2017 UD145
- 2017 UE145
- 2017 UF145
- 2017 UG145
- 2017 UJ145
- 2017 UK145
- 2017 UL145
- 2017 UM145
- 2017 UO145
- 2017 UP145
- 2017 UQ145
- 2017 UR145
- 2017 US145
- 2017 UT145
- 2017 UU145
- 2017 UV145
- 2017 UW145
- 2017 UX145
- 2017 UY145
- 2017 UZ145
- 2017 UA146
- 2017 UB146
- 2017 UC146
- 2017 UD146
- 2017 UE146
- 2017 UF146
- 2017 UG146
- 2017 UH146
- 2017 UJ146
- 2017 UK146
- 2017 UM146
- 2017 UN146
- 2017 UO146
- 2017 UQ146
- 2017 US146
- 2017 UT146
- 2017 UU146
- 2017 UV146
- 2017 UW146
- 2017 UX146
- 2017 UZ146
- 2017 UA147
- 2017 UB147
- 2017 UC147
- 2017 UD147
- 2017 UE147
- 2017 UF147
- 2017 UG147
- 2017 UH147
- 2017 UJ147
- 2017 UK147
- 2017 UL147
- 2017 UM147
- 2017 UN147
- 2017 UO147
- 2017 UP147
- 2017 UQ147
- 2017 UR147
- 2017 US147
- 2017 UT147
- 2017 UU147
- 2017 UV147
- 2017 UW147
- 2017 UX147
- 2017 UY147
- 2017 UZ147
- 2017 UA148
- 2017 UB148
- 2017 UC148
- 2017 UD148
- 2017 UE148
- 2017 UF148
- 2017 UG148
- 2017 UH148
- 2017 UJ148
- 2017 UK148
- 2017 UL148
- 2017 UM148
- 2017 UN148
- 2017 UO148
- 2017 UP148
- 2017 UQ148
- 2017 UR148
- 2017 US148
- 2017 UT148
- 2017 UU148
- 2017 UV148
- 2017 UW148
- 2017 UX148
- 2017 UY148
- 2017 UZ148
- 2017 UA149
- 2017 UB149
- 2017 UC149
- 2017 UD149
- 2017 UE149
- 2017 UF149
- 2017 UG149
- 2017 UH149
- 2017 UJ149
- 2017 UK149
- 2017 UL149
- 2017 UM149
- 2017 UN149
- 2017 UO149
- 2017 UP149
- 2017 UQ149
- 2017 UR149
- 2017 US149
- 2017 UT149
- 2017 UU149
- 2017 UV149
- 2017 UW149
- 2017 UX149
- 2017 UY149
- 2017 UA150
- 2017 UB150
- 2017 UC150
- 2017 UQ150
- 2017 US150
- 2017 UT150
- 2017 UU150
- 2017 UV150
- 2017 UW150
- 2017 UY150
- 2017 UZ150
- 2017 UA151
- 2017 UB151
- 2017 UC151
- 2017 UD151
- 2017 UE151
- 2017 UF151
- 2017 UG151
- 2017 UH151
- 2017 UJ151
- 2017 UL151
- 2017 UM151
- 2017 UN151
- 2017 UO151
- 2017 UP151
- 2017 UQ151
- 2017 UR151
- 2017 US151
- 2017 UT151
- 2017 UU151
- 2017 UW151
- 2017 UX151
- 2017 UY151
- 2017 UZ151
- 2017 UA152
- 2017 UB152
- 2017 UC152
- 2017 UD152
- 2017 UE152
- 2017 UF152
- 2017 UG152
- 2017 UJ152
- 2017 UM152
- 2017 UN152
- 2017 UO152
- 2017 UP152
- 2017 UQ152
- 2017 UR152
- 2017 US152
- 2017 UU152
- 2017 UV152
- 2017 UW152
- 2017 UX152
- 2017 UY152
- 2017 UZ152
- 2017 UA153
- 2017 UB153
- 2017 UC153
- 2017 UD153
- 2017 UE153
- 2017 UF153
- 2017 UG153
- 2017 UH153
- 2017 UJ153
- 2017 UK153
- 2017 UL153
- 2017 UM153
- 2017 UN153
- 2017 UO153
- 2017 UP153
- 2017 UQ153
- 2017 UR153
- 2017 US153
- 2017 UT153
- 2017 UU153
- 2017 UV153
- 2017 UW153
- 2017 UX153
- 2017 UY153
- 2017 UZ153
- 2017 UA154
- 2017 UB154
- 2017 UC154
- 2017 UD154
- 2017 UE154
- 2017 UF154
- 2017 UG154
- 2017 UJ154
- 2017 UK154
- 2017 UL154
- 2017 UM154
- 2017 UN154
- 2017 UO154
- 2017 UP154
- 2017 UQ154
- 2017 UR154
- 2017 US154
- 2017 UT154
- 2017 UV154
- 2017 UW154
- 2017 UX154
- 2017 UY154
- 2017 UZ154
- 2017 UA155
- 2017 UC155
- 2017 UD155
- 2017 UE155
- 2017 UF155
- 2017 UG155
- 2017 UH155
- 2017 UJ155
- 2017 UK155
- 2017 UL155
- 2017 UM155
- 2017 UN155
- 2017 UO155
- 2017 UP155
- 2017 UQ155
- 2017 UR155
- 2017 US155
- 2017 UT155
- 2017 UU155
- 2017 UV155
- 2017 UW155
- 2017 UX155
- 2017 UY155
- 2017 UZ155
- 2017 UA156
- 2017 UB156
- 2017 UC156
- 2017 UD156
- 2017 UE156
- 2017 UF156
- 2017 UG156
- 2017 UH156
- 2017 UJ156
- 2017 UK156
- 2017 UL156
- 2017 UN156
- 2017 UO156
- 2017 UP156
- 2017 UQ156
- 2017 UR156
- 2017 US156
- 2017 UT156
- 2017 UU156
- 2017 UV156
- 2017 UW156
- 2017 UX156
- 2017 UY156
- 2017 UZ156
- 2017 UA157
- 2017 UB157
- 2017 UC157
- 2017 UD157
- 2017 UF157
- 2017 UG157
- 2017 UH157
- 2017 UJ157
- 2017 UK157
- 2017 UL157
- 2017 UM157
- 2017 UO157
- 2017 UQ157
- 2017 UR157
- 2017 US157
- 2017 UT157
- 2017 UU157
- 2017 UV157
- 2017 UW157
- 2017 UX157
- 2017 UY157
- 2017 UZ157
- 2017 UA158
- 2017 UC158
- 2017 UD158
- 2017 UE158
- 2017 UF158
- 2017 UG158
- 2017 UK158
- 2017 UL158
- 2017 UM158
- 2017 UN158
- 2017 UO158
- 2017 UP158
- 2017 UQ158
- 2017 UR158
- 2017 US158
- 2017 UT158
- 2017 UU158
- 2017 UV158
- 2017 UW158
- 2017 UX158
- 2017 UY158
- 2017 UZ158
- 2017 UA159
- 2017 UB159
- 2017 UC159
- 2017 UD159
- 2017 UE159
- 2017 UF159
- 2017 UG159
- 2017 UH159
- 2017 UJ159
- 2017 UK159
- 2017 UL159
- 2017 UM159
- 2017 UN159
- 2017 UO159
- 2017 UP159
- 2017 UQ159
- 2017 UR159
- 2017 US159
- 2017 UT159
- 2017 UU159
- 2017 UV159
- 2017 UW159
- 2017 UX159
- 2017 UY159
- 2017 UZ159
- 2017 UA160
- 2017 UB160
- 2017 UC160
- 2017 UD160
- 2017 UE160
- 2017 UF160
- 2017 UG160
- 2017 UH160
- 2017 UJ160
- 2017 UK160
- 2017 UL160
- 2017 UM160
- 2017 UN160
- 2017 UO160
- 2017 UP160
- 2017 UQ160
- 2017 UR160
- 2017 US160
- 2017 UT160
- 2017 UU160
- 2017 UV160
- 2017 UW160
- 2017 UX160
- 2017 UY160
- 2017 UZ160
- 2017 UA161
- 2017 UB161
- 2017 UC161
- 2017 UD161
- 2017 UE161
- 2017 UF161
- 2017 UG161
- 2017 UH161
- 2017 UJ161
- 2017 UK161
- 2017 UL161
- 2017 UM161
- 2017 UN161
- 2017 UO161
- 2017 UP161
- 2017 UQ161
- 2017 UR161
- 2017 UT161
- 2017 UU161
- 2017 UV161
- 2017 UW161
- 2017 UX161
- 2017 UY161
- 2017 UZ161
- 2017 UA162
- 2017 UC162
- 2017 UD162
- 2017 UE162
- 2017 UF162
- 2017 UG162
- 2017 UH162
- 2017 UJ162
- 2017 UK162
- 2017 UL162
- 2017 UM162
- 2017 UN162
- 2017 UP162
- 2017 UQ162
- 2017 UR162
- 2017 US162
- 2017 UT162
- 2017 UU162
- 2017 UV162
- 2017 UW162
- 2017 UX162
- 2017 UZ162
- 2017 UA163
- 2017 UB163
- 2017 UC163
- 2017 UD163
- 2017 UE163
- 2017 UF163
- 2017 UG163
- 2017 UH163
- 2017 UJ163
- 2017 UK163
- 2017 UL163
- 2017 UM163
- 2017 UN163
- 2017 UO163
- 2017 UP163
- 2017 UQ163
- 2017 UR163
- 2017 US163
- 2017 UT163
- 2017 UU163
- 2017 UV163
- 2017 UW163
- 2017 UX163
- 2017 UY163
- 2017 UZ163
- 2017 UA164
- 2017 UB164
- 2017 UC164
- 2017 UD164
- 2017 UE164
- 2017 UF164
- 2017 UG164
- 2017 UH164
- 2017 UJ164
- 2017 UK164
- 2017 UL164
- 2017 UM164
- 2017 UN164
- 2017 UO164
- 2017 UP164
- 2017 UQ164
- 2017 UR164
- 2017 US164
- 2017 UT164
- 2017 UU164
- 2017 UV164
- 2017 UW164
- 2017 UX164
- 2017 UY164
- 2017 UA165
- 2017 UB165
- 2017 UC165
- 2017 UD165
- 2017 UF165
- 2017 UG165
- 2017 UH165
- 2017 UJ165
- 2017 UK165
- 2017 UM165
- 2017 UN165
- 2017 UO165
- 2017 UP165
- 2017 UQ165
- 2017 UR165
- 2017 US165
- 2017 UT165
- 2017 UU165
- 2017 UV165
- 2017 UW165
- 2017 UX165
- 2017 UY165
- 2017 UZ165
- 2017 UA166
- 2017 UB166
- 2017 UC166
- 2017 UD166
- 2017 UE166
- 2017 UF166
- 2017 UG166
- 2017 UH166
- 2017 UJ166
- 2017 UK166
- 2017 UL166
- 2017 UM166
- 2017 UN166
- 2017 UO166
- 2017 UP166
- 2017 UQ166
- 2017 UR166
- 2017 US166
- 2017 UT166
- 2017 UU166
- 2017 UV166
- 2017 UW166
- 2017 UY166
- 2017 UZ166
- 2017 UA167
- 2017 UC167
- 2017 UD167
- 2017 UE167
- 2017 UF167
- 2017 UG167
- 2017 UH167
- 2017 UJ167
- 2017 UK167
- 2017 UL167
- 2017 UM167
- 2017 UN167
- 2017 UO167
- 2017 UP167
- 2017 UQ167
- 2017 UR167
- 2017 US167
- 2017 UT167
- 2017 UU167
- 2017 UV167
- 2017 UW167
- 2017 UX167
- 2017 UY167
- 2017 UA168
- 2017 UB168
- 2017 UD168
- 2017 UE168
- 2017 UF168
- 2017 UG168
- 2017 UH168
- 2017 UJ168
- 2017 UK168
- 2017 UL168
- 2017 UM168
- 2017 UN168
- 2017 UO168
- 2017 UP168
- 2017 UQ168
- 2017 UR168
- 2017 US168
- 2017 UT168
- 2017 UU168
- 2017 UV168
- 2017 UW168
- 2017 UX168
- 2017 UY168
- 2017 UZ168
- 2017 UA169
- 2017 UB169
- 2017 UC169
- 2017 UD169
- 2017 UE169
- 2017 UF169
- 2017 UG169
- 2017 UH169
- 2017 UJ169
- 2017 UK169
- 2017 UL169
- 2017 UM169
- 2017 UN169
- 2017 UO169
- 2017 UP169
- 2017 UQ169
- 2017 UR169
- 2017 UT169
- 2017 UU169
- 2017 UV169
- 2017 UW169
- 2017 UY169
- 2017 UZ169
- 2017 UA170
- 2017 UB170
- 2017 UC170
- 2017 UD170
- 2017 UE170
- 2017 UF170
- 2017 UG170
- 2017 UH170
- 2017 UK170
- 2017 UL170
- 2017 UM170
- 2017 UN170
- 2017 UO170
- 2017 UP170
- 2017 UQ170
- 2017 UR170
- 2017 US170
- 2017 UT170
- 2017 UU170
- 2017 UV170
- 2017 UW170
- 2017 UY170
- 2017 UZ170
- 2017 UA171
- 2017 UB171
- 2017 UC171
- 2017 UD171
- 2017 UE171
- 2017 UF171
- 2017 UG171
- 2017 UH171
- 2017 UJ171
- 2017 UK171
- 2017 UL171
- 2017 UM171
- 2017 UN171
- 2017 UO171
- 2017 UP171
- 2017 UQ171
- 2017 UR171
- 2017 US171
- 2017 UT171
- 2017 UU171
- 2017 UV171
- 2017 UW171
- 2017 UX171
- 2017 UY171
- 2017 UZ171
- 2017 UA172
- 2017 UB172
- 2017 UC172
- 2017 UD172
- 2017 UE172
- 2017 UF172
- 2017 UG172
- 2017 UH172
- 2017 UJ172
- 2017 UK172
- 2017 UL172
- 2017 UM172
- 2017 UN172
- 2017 UO172
- 2017 UP172
- 2017 UQ172
- 2017 UR172
- 2017 US172
- 2017 UT172
- 2017 UU172
- 2017 UV172
- 2017 UW172
- 2017 UX172
- 2017 UY172
- 2017 UZ172
- 2017 UA173
- 2017 UB173
- 2017 UC173
- 2017 UD173
- 2017 UE173
- 2017 UF173
- 2017 UG173
- 2017 UH173
- 2017 UJ173
- 2017 UK173
- 2017 UM173
- 2017 UO173
- 2017 UP173
- 2017 UR173
- 2017 US173
- 2017 UT173
- 2017 UU173
- 2017 UV173
- 2017 UW173
- 2017 UX173
- 2017 UZ173
- 2017 UA174
- 2017 UB174
- 2017 UC174
- 2017 UE174
- 2017 UF174
- 2017 UG174
- 2017 UH174
- 2017 UJ174
- 2017 UK174
- 2017 UL174
- 2017 UM174
- 2017 UO174
- 2017 UP174
- 2017 UQ174
- 2017 UR174
- 2017 US174
- 2017 UT174
- 2017 UU174
- 2017 UV174
- 2017 UW174
- 2017 UX174
- 2017 UZ174
- 2017 UA175
- 2017 UB175
- 2017 UC175
- 2017 UD175
- 2017 UE175
- 2017 UF175
- 2017 UJ175
- 2017 UL175
- 2017 UM175
- 2017 UN175
- 2017 UO175
- 2017 UP175
- 2017 UQ175
- 2017 UR175
- 2017 US175
- 2017 UT175
- 2017 UU175
- 2017 UV175
- 2017 UW175
- 2017 UX175
- 2017 UY175
- 2017 UZ175
- 2017 UA176
- 2017 UB176
- 2017 UC176
- 2017 UD176
- 2017 UE176
- 2017 UF176
- 2017 UG176
- 2017 UH176
- 2017 UJ176
- 2017 UK176
- 2017 UL176
- 2017 UM176
- 2017 UN176
- 2017 UO176
- 2017 UP176
- 2017 UQ176
- 2017 UR176
- 2017 US176
- 2017 UT176
- 2017 UU176
- 2017 UV176
- 2017 UX176
- 2017 UY176
- 2017 UZ176
- 2017 UA177
- 2017 UB177
- 2017 UC177
- 2017 UD177
- 2017 UE177
- 2017 UF177
- 2017 UG177
- 2017 UH177
- 2017 UJ177
- 2017 UK177
- 2017 UL177
- 2017 UM177
- 2017 UN177
- 2017 UO177
- 2017 UP177
- 2017 UR177
- 2017 US177
- 2017 UT177
- 2017 UU177
- 2017 UV177
- 2017 UW177
- 2017 UX177
- 2017 UY177
- 2017 UZ177
- 2017 UA178
- 2017 UB178
- 2017 UC178
- 2017 UD178
- 2017 UE178
- 2017 UF178
- 2017 UG178
- 2017 UH178
- 2017 UJ178
- 2017 UK178
- 2017 UL178
- 2017 UM178
- 2017 UN178
- 2017 UO178
- 2017 UP178
- 2017 UQ178
- 2017 UR178
- 2017 US178
- 2017 UT178
- 2017 UV178
- 2017 UW178
- 2017 UX178
- 2017 UY178
- 2017 UA179
- 2017 UB179
- 2017 UD179
- 2017 UE179
- 2017 UG179
- 2017 UH179
- 2017 UJ179
- 2017 UK179
- 2017 UL179
- 2017 UM179
- 2017 UN179
- 2017 UO179
- 2017 UP179
- 2017 UQ179
- 2017 UR179
- 2017 US179
- 2017 UU179
- 2017 UV179
- 2017 UW179
- 2017 UX179
- 2017 UY179
- 2017 UZ179
- 2017 UA180
- 2017 UB180
- 2017 UC180
- 2017 UD180
- 2017 UF180
- 2017 UH180
- 2017 UJ180
- 2017 UK180
- 2017 UL180
- 2017 UM180
- 2017 UN180
- 2017 UO180
- 2017 UP180
- 2017 UQ180
- 2017 UR180
- 2017 US180
- 2017 UT180
- 2017 UU180
- 2017 UV180
- 2017 UW180
- 2017 UX180
- 2017 UY180
- 2017 UZ180
- 2017 UA181
- 2017 UB181
- 2017 UD181
- 2017 UE181
- 2017 UG181
- 2017 UJ181
- 2017 UK181
- 2017 UL181
- 2017 UM181
- 2017 UN181
- 2017 UO181
- 2017 UP181
- 2017 UQ181
- 2017 UR181
- 2017 US181
- 2017 UT181
- 2017 UU181
- 2017 UV181
- 2017 UW181
- 2017 UX181
- 2017 UY181
- 2017 UZ181
- 2017 UA182
- 2017 UC182
- 2017 UD182
- 2017 UE182
- 2017 UF182
- 2017 UG182
- 2017 UH182
- 2017 UJ182
- 2017 UK182
- 2017 UL182
- 2017 UM182
- 2017 UN182
- 2017 UO182
- 2017 UP182
- 2017 UQ182
- 2017 UR182
- 2017 US182
- 2017 UT182
- 2017 UU182
- 2017 UW182
- 2017 UX182
- 2017 UZ182
- 2017 UA183
- 2017 UB183
- 2017 UC183
- 2017 UD183
- 2017 UE183
- 2017 UF183
- 2017 UG183
- 2017 UH183
- 2017 UJ183
- 2017 UK183
- 2017 UL183
- 2017 UM183
- 2017 UN183
- 2017 UO183
- 2017 UP183
- 2017 UQ183
- 2017 UR183
- 2017 US183
- 2017 UT183
- 2017 UU183
- 2017 UV183
- 2017 UW183
- 2017 UX183
- 2017 UY183
- 2017 UZ183
- 2017 UC184
- 2017 UD184
- 2017 UE184
- 2017 UF184
- 2017 UG184
- 2017 UH184
- 2017 UL184
- 2017 UM184
- 2017 UN184
- 2017 UO184
- 2017 UP184
- 2017 UQ184
- 2017 UR184
- 2017 US184
- 2017 UT184
- 2017 UU184
- 2017 UV184
- 2017 UW184
- 2017 UX184
- 2017 UY184
- 2017 UZ184
- 2017 UA185
- 2017 UB185
- 2017 UC185
- 2017 UE185
- 2017 UF185
- 2017 UG185
- 2017 UH185
- 2017 UJ185
- 2017 UK185
- 2017 UL185
- 2017 UM185
- 2017 UN185
- 2017 UP185
- 2017 UQ185
- 2017 UR185
- 2017 US185
- 2017 UT185
- 2017 UU185
- 2017 UV185
- 2017 UW185
- 2017 UX185
- 2017 UY185
- 2017 UA186
- 2017 UB186
- 2017 UC186
- 2017 UD186
- 2017 UE186
- 2017 UF186
- 2017 UG186
- 2017 UH186
- 2017 UJ186
- 2017 UK186
- 2017 UL186
- 2017 UM186
- 2017 UN186
- 2017 UO186
- 2017 UP186
- 2017 UQ186
- 2017 UR186
- 2017 US186
- 2017 UT186
- 2017 UU186
- 2017 UV186
- 2017 UW186
- 2017 UX186
- 2017 UY186
- 2017 UZ186
- 2017 UA187
- 2017 UB187
- 2017 UC187
- 2017 UD187
- 2017 UE187
- 2017 UF187
- 2017 UK187
- 2017 UL187
- 2017 UM187
- 2017 UN187
- 2017 UO187
- 2017 UP187
- 2017 UQ187
- 2017 UR187
- 2017 US187
- 2017 UT187
- 2017 UU187
- 2017 UV187
- 2017 UW187
- 2017 UX187
- 2017 UY187
- 2017 UZ187
- 2017 UA188
- 2017 UB188
- 2017 UC188
- 2017 UD188
- 2017 UE188
- 2017 UF188
- 2017 UG188
- 2017 UH188
- 2017 UJ188
- 2017 UK188
- 2017 UL188
- 2017 UM188
- 2017 UN188
- 2017 UO188
- 2017 UP188
- 2017 UQ188
- 2017 UR188
- 2017 US188
- 2017 UT188
- 2017 UU188
- 2017 UV188
- 2017 UW188
- 2017 UX188
- 2017 UY188
- 2017 UZ188
- 2017 UA189
- 2017 UB189
- 2017 UC189
- 2017 UD189
- 2017 UE189
- 2017 UF189
- 2017 UG189
- 2017 UH189
- 2017 UJ189
- 2017 UK189
- 2017 UL189
- 2017 UM189
- 2017 UN189
- 2017 UO189
- 2017 UQ189
- 2017 UR189
- 2017 US189
- 2017 UT189
- 2017 UU189
- 2017 UW189
- 2017 UX189
- 2017 UY189
- 2017 UZ189
- 2017 UA190
- 2017 UB190
- 2017 UC190
- 2017 UD190
- 2017 UE190
- 2017 UF190
- 2017 UH190
- 2017 UJ190
- 2017 UK190
- 2017 UL190
- 2017 UN190
- 2017 UO190
- 2017 UP190
- 2017 UQ190
- 2017 UR190
- 2017 US190
- 2017 UT190
- 2017 UU190
- 2017 UV190
- 2017 UW190
- 2017 UX190
- 2017 UY190
- 2017 UZ190
- 2017 UA191
- 2017 UB191
- 2017 UC191
- 2017 UD191
- 2017 UE191
- 2017 UF191
- 2017 UH191
- 2017 UJ191
- 2017 UK191
- 2017 UL191
- 2017 UN191
- 2017 UO191
- 2017 UP191
- 2017 UQ191
- 2017 UR191
- 2017 US191
- 2017 UV191
- 2017 UW191
- 2017 UX191
- 2017 UY191
- 2017 UZ191
- 2017 UA192
- 2017 UB192
- 2017 UC192
- 2017 UD192
- 2017 UE192
- 2017 UF192
- 2017 UG192
- 2017 UH192
- 2017 UK192
- 2017 UL192
- 2017 UM192
- 2017 UP192
- 2017 UQ192
- 2017 UR192
- 2017 US192
- 2017 UT192
- 2017 UU192
- 2017 UV192
- 2017 UW192
- 2017 UX192
- 2017 UY192
- 2017 UZ192
- 2017 UA193
- 2017 UB193
- 2017 UC193
- 2017 UD193
- 2017 UE193
- 2017 UF193
- 2017 UG193
- 2017 UH193
- 2017 UJ193
- 2017 UL193
- 2017 UM193
- 2017 UN193
- 2017 UO193
- 2017 UQ193
- 2017 UR193
- 2017 US193
- 2017 UT193
- 2017 UU193
- 2017 UV193
- 2017 UX193
- 2017 UY193
- 2017 UZ193
- 2017 UA194
- 2017 UB194
- 2017 UC194
- 2017 UD194
- 2017 UE194
- 2017 UF194
- 2017 UG194
- 2017 UH194
- 2017 UJ194
- 2017 UK194
- 2017 UN194
- 2017 UO194
- 2017 UP194
- 2017 UQ194
- 2017 UR194
- 2017 US194
- 2017 UT194
- 2017 UU194
- 2017 UV194
- 2017 UW194
- 2017 UX194
- 2017 UZ194
- 2017 UA195
- 2017 UB195
- 2017 UC195
- 2017 UD195
- 2017 UE195
- 2017 UF195
- 2017 UG195
- 2017 UH195
- 2017 UK195
- 2017 UL195
- 2017 UM195
- 2017 UN195
- 2017 UO195
- 2017 UP195
- 2017 UQ195
- 2017 UR195
- 2017 US195
- 2017 UT195
- 2017 UU195
- 2017 UW195
- 2017 UY195
- 2017 UZ195
- 2017 UA196
- 2017 UB196
- 2017 UC196
- 2017 UD196
- 2017 UF196
- 2017 UG196
- 2017 UH196
- 2017 UJ196
- 2017 UK196
- 2017 UL196
- 2017 UM196
- 2017 UN196
- 2017 UP196
- 2017 UQ196
- 2017 UR196
- 2017 US196
- 2017 UT196
- 2017 UU196
- 2017 UV196
- 2017 UW196
- 2017 UX196
- 2017 UY196
- 2017 UZ196
- 2017 UA197
- 2017 UB197
- 2017 UC197
- 2017 UD197
- 2017 UE197
- 2017 UG197
- 2017 UH197
- 2017 UJ197
- 2017 UK197
- 2017 UL197
- 2017 UM197
- 2017 UN197
- 2017 UO197
- 2017 UQ197
- 2017 UR197
- 2017 US197
- 2017 UT197
- 2017 UU197
- 2017 UV197
- 2017 UW197
- 2017 UY197
- 2017 UZ197
- 2017 UB198
- 2017 UC198
- 2017 UD198
- 2017 UE198
- 2017 UF198
- 2017 UG198
- 2017 UH198
- 2017 UJ198
- 2017 UK198
- 2017 UL198
- 2017 UM198
- 2017 UN198
- 2017 UO198
- 2017 UP198
- 2017 UQ198
- 2017 UR198
- 2017 US198
- 2017 UT198
- 2017 UU198
- 2017 UV198
- 2017 UW198
- 2017 UX198
- 2017 UY198
- 2017 UZ198
- 2017 UA199
- 2017 UB199
- 2017 UC199
- 2017 UD199
- 2017 UE199
- 2017 UF199
- 2017 UH199
- 2017 UJ199
- 2017 UK199
- 2017 UL199
- 2017 UM199
- 2017 UN199
- 2017 UO199
- 2017 UP199
- 2017 UQ199
- 2017 UR199
- 2017 US199
- 2017 UT199
- 2017 UU199
- 2017 UV199
- 2017 UW199
- 2017 UX199
- 2017 UY199
- 2017 UZ199
- 2017 UA200
- 2017 UB200
- 2017 UC200
- 2017 UD200
- 2017 UE200
- 2017 UF200
- 2017 UG200
- 2017 UH200
- 2017 UK200
- 2017 UL200
- 2017 UM200
- 2017 UN200
- 2017 UP200
- 2017 UQ200
- 2017 UR200
- 2017 US200
- 2017 UT200
- 2017 UU200
- 2017 UV200
- 2017 UW200
- 2017 UX200
- 2017 UY200
- 2017 UZ200
- 2017 UA201
- 2017 UB201
- 2017 UD201
- 2017 UE201
- 2017 UF201
- 2017 UG201
- 2017 UH201
- 2017 UJ201
- 2017 UK201
- 2017 UL201
- 2017 UM201
- 2017 UN201
- 2017 UO201
- 2017 UP201
- 2017 UQ201
- 2017 UR201
- 2017 US201
- 2017 UT201
- 2017 UV201
- 2017 UW201
- 2017 UX201
- 2017 UY201
- 2017 UZ201
- 2017 UA202
- 2017 UB202
- 2017 UD202
- 2017 UE202
- 2017 UF202
- 2017 UG202
- 2017 UH202
- 2017 UJ202
- 2017 UK202
- 2017 UL202
- 2017 UM202
- 2017 UN202
- 2017 UO202
- 2017 UP202
- 2017 UQ202
- 2017 UR202
- 2017 US202
- 2017 UT202
- 2017 UV202
- 2017 UW202
- 2017 UX202
- 2017 UY202
- 2017 UZ202
- 2017 UA203
- 2017 UB203
- 2017 UC203
- 2017 UD203
- 2017 UE203
- 2017 UF203
- 2017 UG203
- 2017 UH203
- 2017 UK203
- 2017 UL203
- 2017 UM203
- 2017 UN203
- 2017 UO203
- 2017 UP203
- 2017 UQ203
- 2017 UR203
- 2017 US203
- 2017 UT203
- 2017 UU203
- 2017 UV203
- 2017 UW203
- 2017 UX203
- 2017 UY203
- 2017 UZ203
- 2017 UA204
- 2017 UB204
- 2017 UC204
- 2017 UD204
- 2017 UE204
- 2017 UF204
- 2017 UG204
- 2017 UH204
- 2017 UJ204
- 2017 UK204
- 2017 UL204
- 2017 UM204
- 2017 UO204
- 2017 UP204
- 2017 UQ204
- 2017 UR204
- 2017 US204
- 2017 UT204
- 2017 UU204
- 2017 UV204
- 2017 UW204
- 2017 UX204
- 2017 UY204
- 2017 UZ204
- 2017 UA205
- 2017 UB205
- 2017 UC205
- 2017 UD205
- 2017 UE205
- 2017 UF205
- 2017 UG205
- 2017 UH205
- 2017 UJ205
- 2017 UK205
- 2017 UL205
- 2017 UM205
- 2017 UN205
- 2017 UO205
- 2017 UP205
- 2017 UQ205
- 2017 UR205
- 2017 US205
- 2017 UT205
- 2017 UU205
- 2017 UV205
- 2017 UW205
- 2017 UX205
- 2017 UY205
- 2017 UZ205
- 2017 UA206
- 2017 UB206
- 2017 UC206
- 2017 UD206
- 2017 UE206
- 2017 UF206
- 2017 UG206
- 2017 UH206
- 2017 UJ206
- 2017 UK206
- 2017 UL206
- 2017 UM206
- 2017 UN206
- 2017 UO206
- 2017 UP206
- 2017 UQ206
- 2017 UR206
- 2017 US206
- 2017 UT206
- 2017 UU206
- 2017 UV206
- 2017 UW206
- 2017 UX206
- 2017 UY206
- 2017 UZ206
- 2017 UA207
- 2017 UB207
- 2017 UC207
- 2017 UD207
- 2017 UE207
- 2017 UF207
- 2017 UG207
- 2017 UH207
- 2017 UJ207
- 2017 UK207
- 2017 UL207
- 2017 UM207
- 2017 UN207
- 2017 UO207
- 2017 UP207
- 2017 UQ207
- 2017 UR207
- 2017 US207
- 2017 UT207
- 2017 UU207
- 2017 UV207
- 2017 UW207
- 2017 UX207
- 2017 UY207
- 2017 UZ207
- 2017 UA208
- 2017 UB208
- 2017 UC208
- 2017 UD208
- 2017 UE208
- 2017 UF208
- 2017 UG208
- 2017 UH208
- 2017 UJ208
- 2017 UK208
- 2017 UL208
- 2017 UM208
- 2017 UN208
- 2017 UO208
- 2017 UP208
- 2017 UQ208
- 2017 UR208
- 2017 US208
- 2017 UT208
- 2017 UU208
- 2017 UV208
- 2017 UW208
- 2017 UX208
- 2017 UY208
- 2017 UZ208
- 2017 UA209
- 2017 UB209
- 2017 UC209
- 2017 UD209
- 2017 UE209
- 2017 UF209
- 2017 UG209
- 2017 UH209
- 2017 UJ209
- 2017 UK209
- 2017 UL209
- 2017 UM209
- 2017 UN209
- 2017 UO209
- 2017 UP209
- 2017 UQ209
- 2017 UR209
- 2017 US209
- 2017 UT209
- 2017 UU209
- 2017 UV209
- 2017 UW209
- 2017 UX209
- 2017 UY209
- 2017 UZ209
- 2017 UA210
- 2017 UB210
- 2017 UC210
- 2017 UD210
- 2017 UE210
- 2017 UF210
- 2017 UG210
- 2017 UH210
- 2017 UJ210
- 2017 UK210
- 2017 UL210
- 2017 UM210
- 2017 UN210
- 2017 UO210
- 2017 UP210
- 2017 UQ210
- 2017 UR210
- 2017 US210
- 2017 UT210
- 2017 UU210
- 2017 UV210
- 2017 UW210
- 2017 UX210
- 2017 UY210
- 2017 UZ210
- 2017 UA211
- 2017 UB211
- 2017 UC211
- 2017 UD211
- 2017 UE211
- 2017 UF211
- 2017 UG211
- 2017 UH211
- 2017 UJ211
- 2017 UK211
- 2017 UL211
- 2017 UM211
- 2017 UN211
- 2017 UO211
- 2017 UP211
- 2017 UQ211
- 2017 UR211
- 2017 US211
- 2017 UT211
- 2017 UU211
- 2017 UV211
- 2017 UW211
- 2017 UX211
- 2017 UY211
- 2017 UZ211
- 2017 UA212
- 2017 UB212
- 2017 UC212
- 2017 UD212
- 2017 UE212
- 2017 UF212
- 2017 UG212
- 2017 UJ212
- 2017 UK212
- 2017 UL212
- 2017 UM212
- 2017 UN212
- 2017 UO212
- 2017 UP212
- 2017 UQ212
- 2017 UR212
- 2017 US212
- 2017 UT212
- 2017 UU212
- 2017 UV212
- 2017 UW212
- 2017 UX212
- 2017 UY212
- 2017 UZ212
- 2017 UA213
- 2017 UB213
- 2017 UC213
- 2017 UD213
- 2017 UE213
- 2017 UF213
- 2017 UG213
- 2017 UH213
- 2017 UJ213
- 2017 UK213
- 2017 UL213
- 2017 UM213
- 2017 UO213
- 2017 UP213
- 2017 UQ213
- 2017 UR213
- 2017 US213
- 2017 UT213
- 2017 UW213
- 2017 UX213
- 2017 UY213
- 2017 UZ213
- 2017 UA214
- 2017 UB214
- 2017 UC214
- 2017 UD214
- 2017 UE214
- 2017 UF214
- 2017 UG214
- 2017 UH214
- 2017 UJ214
- 2017 UK214
- 2017 UL214
- 2017 UM214
- 2017 UN214
- 2017 UO214
- 2017 UR214
- 2017 US214
- 2017 UT214
- 2017 UU214
- 2017 UV214
- 2017 UW214
- 2017 UX214
- 2017 UZ214
- 2017 UA215
- 2017 UB215
- 2017 UC215
- 2017 UD215
- 2017 UE215
- 2017 UG215
- 2017 UH215
- 2017 UJ215
- 2017 UK215
- 2017 UL215
- 2017 UM215
- 2017 UN215
- 2017 UO215
- 2017 UP215
- 2017 UQ215
- 2017 UR215
- 2017 US215
- 2017 UT215
- 2017 UU215
- 2017 UV215
- 2017 UW215
- 2017 UX215
- 2017 UY215
- 2017 UZ215
- 2017 UA216
- 2017 UB216
- 2017 UC216
- 2017 UD216
- 2017 UE216
- 2017 UF216
- 2017 UG216
- 2017 UH216
- 2017 UJ216
- 2017 UK216
- 2017 UL216
- 2017 UM216
- 2017 UN216
- 2017 UO216
- 2017 UP216
- 2017 UQ216
- 2017 UR216
- 2017 US216
- 2017 UT216
- 2017 UU216
- 2017 UV216
- 2017 UW216
- 2017 UX216
- 2017 UY216
- 2017 UZ216
- 2017 UA217
- 2017 UB217
- 2017 UC217
- 2017 UD217
- 2017 UE217
- 2017 UF217
- 2017 UG217
- 2017 UH217
- 2017 UJ217
- 2017 UK217
- 2017 UL217
- 2017 UM217
- 2017 UN217
- 2017 UO217
- 2017 UP217
- 2017 UQ217
- 2017 UR217
- 2017 US217
- 2017 UT217
- 2017 UU217
- 2017 UV217
- 2017 UW217
- 2017 UY217
- 2017 UZ217
- 2017 UA218
- 2017 UB218
- 2017 UC218
- 2017 UD218
- 2017 UE218
- 2017 UF218
- 2017 UG218
- 2017 UH218
- 2017 UJ218
- 2017 UK218
- 2017 UL218
- 2017 UM218
- 2017 UO218
- 2017 UP218
- 2017 UQ218
- 2017 UR218
- 2017 US218
- 2017 UT218
- 2017 UU218
- 2017 UV218
- 2017 UW218
- 2017 UX218
- 2017 UY218
- 2017 UZ218
- 2017 UA219
- 2017 UB219
- 2017 UC219
- 2017 UD219
- 2017 UE219
- 2017 UF219
- 2017 UH219
- 2017 UJ219
- 2017 UK219
- 2017 UL219
- 2017 UM219
- 2017 UN219
- 2017 UO219
- 2017 UP219
- 2017 UQ219
- 2017 UR219
- 2017 US219
- 2017 UT219
- 2017 UU219
- 2017 UV219
- 2017 UW219
- 2017 UX219
- 2017 UA220
- 2017 UB220
- 2017 UD220
- 2017 UE220
- 2017 UF220
- 2017 UG220
- 2017 UH220
- 2017 UJ220
- 2017 UK220
- 2017 UL220
- 2017 UN220
- 2017 UP220
- 2017 UQ220
- 2017 UR220
- 2017 US220
- 2017 UT220
- 2017 UU220
- 2017 UV220
- 2017 UW220
- 2017 UX220
- 2017 UY220
- 2017 UZ220
- 2017 UA221
- 2017 UB221
- 2017 UC221
- 2017 UD221
- 2017 UE221
- 2017 UF221
- 2017 UG221
- 2017 UH221
- 2017 UJ221
- 2017 UK221
- 2017 UL221
- 2017 UM221
- 2017 UN221
- 2017 UO221
- 2017 UP221
- 2017 UQ221
- 2017 UR221
- 2017 US221
- 2017 UT221
- 2017 UU221
- 2017 UV221
- 2017 UW221
- 2017 UX221
- 2017 UY221
- 2017 UZ221
- 2017 UA222
- 2017 UB222
- 2017 UC222
- 2017 UD222
- 2017 UE222
- 2017 UF222
- 2017 UG222
- 2017 UH222
- 2017 UJ222
- 2017 UK222
- 2017 UL222
- 2017 UM222
- 2017 UN222
- 2017 UO222
- 2017 UP222
- 2017 UQ222
- 2017 UR222
- 2017 US222
- 2017 UT222
- 2017 UU222
- 2017 UV222
- 2017 UW222
- 2017 UX222
- 2017 UY222
- 2017 UZ222
- 2017 UA223
- 2017 UB223
- 2017 UC223
- 2017 UD223
- 2017 UE223
- 2017 UF223
- 2017 UG223
- 2017 UH223
- 2017 UJ223
- 2017 UK223
- 2017 UL223
- 2017 UM223
- 2017 UN223
- 2017 UO223
- 2017 UP223
- 2017 UQ223
- 2017 UR223
- 2017 US223
- 2017 UT223
- 2017 UU223
- 2017 UV223
- 2017 UW223
- 2017 UX223
- 2017 UY223
- 2017 UZ223
- 2017 UA224
- 2017 UB224
- 2017 UC224
- 2017 UD224
- 2017 UE224
- 2017 UF224
- 2017 UG224
- 2017 UH224
- 2017 UJ224
- 2017 UK224
- 2017 UL224
- 2017 UM224
- 2017 UN224
- 2017 UO224
- 2017 UP224
- 2017 UQ224
- 2017 UR224
- 2017 US224
- 2017 UT224
- 2017 UU224
- 2017 UV224
- 2017 UW224
- 2017 UX224
- 2017 UY224
- 2017 UZ224
- 2017 UA225
- 2017 UB225
- 2017 UC225
- 2017 UD225
- 2017 UE225
- 2017 UF225
- 2017 UG225
- 2017 UH225
- 2017 UJ225
- 2017 UK225
- 2017 UL225
- 2017 UM225
- 2017 UN225
- 2017 UO225
- 2017 UP225
- 2017 UQ225
- 2017 UR225
- 2017 US225
- 2017 UT225
- 2017 UU225
- 2017 UV225
- 2017 UW225
- 2017 UX225
- 2017 UY225
- 2017 UZ225
- 2017 UA226
- 2017 UB226
- 2017 UC226
- 2017 UD226
- 2017 UE226
- 2017 UF226
- 2017 UG226
- 2017 UH226
- 2017 UJ226
- 2017 UK226
- 2017 UL226
- 2017 UM226
- 2017 UN226
- 2017 UO226
- 2017 UP226
- 2017 UQ226
- 2017 UR226
- 2017 US226
- 2017 UT226
- 2017 UU226
- 2017 UV226
- 2017 UW226
- 2017 UX226
- 2017 UY226
- 2017 UZ226
- 2017 UA227
- 2017 UB227
- 2017 UC227
- 2017 UD227
- 2017 UE227
- 2017 UF227
- 2017 UG227
- 2017 UH227
- 2017 UJ227
- 2017 UK227
- 2017 UL227
- 2017 UM227
- 2017 UN227
- 2017 UO227
- 2017 UP227
- 2017 UQ227
- 2017 UR227
- 2017 US227
- 2017 UT227
- 2017 UU227
- 2017 UV227
- 2017 UW227
- 2017 UX227
- 2017 UZ227
- 2017 UA228
- 2017 UB228
- 2017 UC228
- 2017 UD228
- 2017 UE228
- 2017 UF228
- 2017 UG228
- 2017 UJ228
- 2017 UK228
- 2017 UL228
- 2017 UM228
- 2017 UN228
- 2017 UO228
- 2017 UP228
- 2017 UR228
- 2017 US228
- 2017 UT228
- 2017 UU228
- 2017 UV228
- 2017 UW228
- 2017 UX228
- 2017 UY228
- 2017 UZ228
- 2017 UA229
- 2017 UB229
- 2017 UC229
- 2017 UD229
- 2017 UE229
- 2017 UG229
- 2017 UH229
- 2017 UJ229
- 2017 UK229
- 2017 UL229
- 2017 UM229
- 2017 UN229
- 2017 UO229
- 2017 UP229
- 2017 UQ229
- 2017 UR229
- 2017 UT229
- 2017 UU229
- 2017 UV229
- 2017 UW229
- 2017 UX229
- 2017 UY229
- 2017 UZ229